# Llista de mangues publicats a la Shōnen Jump
Llistat complet dels mangues publicats en la revista semanal Shōnen Jump. Els mangues que han sigut adaptats a l'anime, pel·lícules, doramas, etc., es troben destacats en negreta i aquells que encara es troben en publicació estan ressaltats en groc (en color vermell si es troben en hiatus). S'indica amb * junt al títol l'existència d'una anotació que apareixerà al final de la mateixa taula.

## 1968~1970
| Manga                    | Japonés        | Serialització     | Autor/s                         |
| ------------------------ | -------------- | ----------------- | ------------------------------- |
| Kujira Daigo             | くじら大吾     | 1968 #1~#11       | Yukio Umemoto                   |
| Chichi no Tamashī        | 父の魂         | 1968 #1~1971 #44  | Hiroshi Kaizuka                 |
| Ore wa Kamikaze          | おれはカミカゼ | 1968 #4~1969 #13  | Toshio Shōji                    |
| Manga Conto 55-gō        | 漫画コント55号 | 1968 #8~1970 #30  | Naoya Kusumoto                  |
| Otoko no Jōken           | 男の条件       | 1968 #10~1969 #19 | Ikki Kajiwara & Noboru Kawasaki |
| Otoko Ippiki Gaki Daisho | 男一匹ガキ大将 | 1968 #11~1973 #13 | Hiroshi Motomiya                |
| Harenchi Gakuen          | ハレンチ学園   | 1968 #11~1972 #41 | Gō Nagai                        |

| Manga                              | Japonés              | Serialització      | Autor/s                               |
| ---------------------------------- | -------------------- | ------------------ | ------------------------------------- |
| Bakuhatsu Yarō                     | 爆発野郎             | 1969 #1~#14        | Yukio Umemoto                         |
| Kurohige Tantei-chō                | 黒ひげ探偵長         | 1969 #6~#19        | George Akiyama                        |
| Kick-Ō Sawamura Senpū              | キック王沢村旋風     | 1969 #7~#11        | Tetsuo Sudō & Kenji Abe               |
| Kōsoku Esper                       | 光速エスパー         | 1969 #9~1970 #30   | Leiji Matsumoto, como Akira Matsumoto |
| Kurenai Sanshirō *                 | 紅三四郎             | 1969 #10~#13       | Tatsuo Yoshida                        |
| Twilight Zone                      | トワイライト・ゾーン | 1969 #11~#14       | Kōtarō Komuro                         |
| Kakumeiji Guevara                  | 革命児ゲバラ         | 1969 #14~#16       | Shintarō Miyawagi                     |
| Chōsen-sha Kane                    | 挑戦者ケーン         | 1969 #15~#24       | Yukio Umemoto                         |
| Katsu Made Nakuna!                 | 勝つまで泣くな！     | 1969 #15~#19       | Toshio Shōji                          |
| Moero! Guzman                      | 燃えろ！グズ六       | 1969 #16~#18       | Keiji Nakasawa                        |
| Muhōmatsu no Isshō                 | 無法松の一生         | 1969 #17~#19       | Hiroshi Asuna                         |
| Mosa                               | モサ                 | 1969 #20~1970 #2·3 | Tetsuya Chiba                         |
| Dōdō Yarō                          | どうどう野郎         | 1969 #20~1970 #10  | Noboru Kawasaki                       |
| Akatsuka Gag Shōtai Seki           | 赤塚ギャグ招待席     | 1969 #20~1970 #6   | Fujio Akatsuka                        |
| Delorinman                         | デロリンマン         | 1969 #20~1970 #39  | George Akiyama                        |
| Ore to Omae to Aitsu               | おれとおまえとあいつ | 1969 #22~1970 #12  | Makoto Ippongi                        |
| Hello! Julie                       | ハロー！ ジュリー    | 1969 #23~1970 #7   | Satoshi Ikezawa                       |
| Arakkure!                          | 荒っくれ！           | 1969 #25~1970 #15  | Yukio Umemoto                         |
| Otoko Nara Shōri no Uta wo!        | 男なら勝利の歌を！   | 1969 #26~1970 #4·5 | Keiji Nakasawa                        |
| Horafuki Ichidai                   | ほらふき一代         | 1969 #28~1970 #21  | Kenji Morita                          |
| * Importat des de la Shōnen Sunday |                      |                    |                                       |

| Manga                     | Japonés                      | Serialització      | Autor/s                                             |
| ------------------------- | ---------------------------- | ------------------ | --------------------------------------------------- |
| Animal Kyūjō              | アニマル球場                 | 1970 #1~#13        | Haruna Mayuzuki                                     |
| Nusutto                   | ヌスット                     | 1970 #4·5~#38      | Kanō Banchō                                         |
| Nana Rei-shiki Sentōjutsu | 七〇式戦闘機                 | 1970 #4·5~#7       | Fuyuki Fujii & Haruna Mayuzuki                      |
| Kasane                    | かさね                       | 1970 #6~#11        | Ryōichi Ikegami                                     |
| Siberia no Kiba           | シベリアの牙                 | 1970 #7~#16        | Kōichi Ikenai                                       |
| Ore wa Gebatetsu!         | おれはゲバ鉄！               | 1970 #8~#33        | Fujio Akatsuka                                      |
| Totsugeki Rāmen           | 突撃ラーメン                 | 1970 #10~#22       | Michiya Mochizuki                                   |
| Worst                     | ワースト                     | 1970 #11~#34       | Kōtarō Komuro                                       |
| Ankoku Rettō              | 暗黒列島                     | 1970 #12~#14       | Kōji Asaoka                                         |
| Arashi! San-biki          | あらし！三匹                 | 1970 #13~#23       | Satoshi Ikezawa                                     |
| Sennen Ōkoku              | 千年王国                     | 1970 #14~#43       | Shigeru Mizuki                                      |
| Namida no Gyakuten Homer  | 涙の逆転ホーマー             | 1970 #16~#18       | Haruna Mayuzuki                                     |
| Keppare! Ōta Tōshu        | ケッパレ！太田投手           | 1970 #18~#27       | Shinobu Natsuki, Shinji Mizushima & Kokichi Ikazaki |
| 1970 Tagiri               | 1970たぎり                   | 1970 #19~#35       | Kae Sawaki & Kenji Nanba                            |
| Isshō Nikatsu Ippai       | 人生二勝一敗                 | 1970 #20~1971 #13  | Ikki Kajiwara & Ikeo Ikiri                          |
| Kyūsoku 0.25-byō!         | 球速0.25秒！                 | 1970 #21~#30       | Shirō Tōzaki & Haruna Mayuzuki                      |
| Okinawa                   | オキナワ                     | 1970 #22~#28       | Keiji Nakasawa                                      |
| Inochi GiriGiri           | 命ぎりぎり                   | 1970 #23~#24       | Minoru Kagemaru                                     |
| Akagami no Ōkami          | 赤毛の狼                     | 1970 #26~#29       | Hiroshi Asuna                                       |
| Kajiko                    | カジコ                       | 1970 #29~#31       | Yōko Mizuki & Kenji Abe                             |
| Dokonjō Gaeru             | ど根性ガエル                 | 1970 #31~1976 #24  | Yasumi Yoshizawa                                    |
| Manga Drifters            | 漫画ドリフターズ             | 1970 #31~1975 #46  | Arima Eimoto                                        |
| Yoake no Tategami         | 夜明けのタテガミ             | 1970 #33~#47       | Kōichi Ikeuchi                                      |
| Black ProFighter Takeru   | ブラックプロファイタータケル | 1970 #36~#45       | Tarō Bonten                                         |
| Akuma no Mizu             | 悪魔の水                     | 1970 #38~#39       | Yukio Shinohara                                     |
| Toilet Hakase             | トイレット博士               | 1970 #39~1977 #14  | Kazuyoshi Tori'i                                    |
| Genyaku Seisho            | 現約聖書                     | 1970 #41~1971 #23  | George Akiyama                                      |
| Guts 4                    | ガッツ4                      | 1970 #42~#46       | Kai Takizawa & Keiji Yoshitani                      |
| Jambo Yarō                | ジャンボ野郎                 | 1970 #45~#47       | Kenji Abe                                           |
| Aitsu!                    | あいつ！                     | 1970 #46~1971 #32  | Hisao Maki & Gorō Sakasai                           |
| Kirisakareta Seishun      | 切りさかれた青春             | 1970 #47~1971 #11  | Saho Sasazawa & Shirō Kasama                        |
| Ashita wa Tsukameru ka    | 明日はつかめるか             | 1970 #48~1971 #7   | Tōru Shinohara                                      |
| Wakai Arashi              | 若い嵐                       | 1970 #52~1971 #3·4 | Keiji Nakasawa                                      |

## 1971~1980
| Manga                   | Japonés                  | Serialització     | Autor/s                         |
| ----------------------- | ------------------------ | ----------------- | ------------------------------- |
| Ningen no Jōken         | 人間の条件               | 1971 #5·6~#17     | Junpei Gomikawa & Kenji Abe     |
| Ikari no Mound          | 怒りのマウンド           | 1971 #7~#16       | Shinobu Natsuki & Takashi Mine  |
| ProWres Sōsamō          | プロレス捜査網           | 1971 #8~#18       | Haruna Mayuzuki                 |
| Lion Books Series *     | ライオンブックスシリーズ | 1971 #13~1973 #10 | Osamu Tezuka                    |
| Bijomaru                | 美女丸                   | 1971 #14~#20      | Zen'nosuke Tanaka               |
| Key Girl                | キーガール               | 1971 #16~#35      | Tōru Shinohara                  |
| Guzman Kōshinkyoku      | グズ六行進曲             | 1971 #18~1972 #2  | Keiji Nakasawa                  |
| Japasshu                | ジャパッシュ             | 1971 #20~#44      | Mikiya Mochizuki                |
| 4 Tarō 1 Hime           | 4タロウ1ヒメ             | 1971 #21~#35      | Barón Yoshimoto                 |
| Nekketsu-dan            | ネッけつ団               | 1971 #32~#34      | Gō Nagai                        |
| Black Eagle             | ブラックイーグル         | 1971 #33~#36      | Mirai Sunny & Kenji Abe         |
| Bara no Sakamichi       | ばらの坂道               | 1971 #34~1972 #20 | George Akiyama                  |
| V no Kuchibue           | Vの口笛                  | 1971 #35~#49      | Shirō Tōzaki & Takumi Nagayasu  |
| Samurai Giants          | 侍ジャイアンツ           | 1971 #36~1974 #42 | Ikki Kajiwara & Kō Inoue        |
| Seishun Saizensen       | 青春最前線               | 1971 #37~#40      | Norihiro Nakajima               |
| Kōya no Shōnen Isam     | 荒野の少年イサム         | 1971 #38~1974 #2  | Sōji Yamakawa & Noboru Kawasaki |
| Yami no Senshi          | 闇の戦士                 | 1971 #45~1972 #7  | Kōtarō Komuro                   |
| Zūzūshī Yatsu           | ずうずうしい奴           | 1971 #49~1972 #7  | Yūichi Sakihara & Gorō Sakasai  |
| Head! Kiba              | ヘッド！牙               | 1971 #52~1972 #2  | Mikiya Mochizuki                |
| * Serialització mensual |                          |                   |                                 |

| Manga                                                              | Japonés                                       | Serialització     | Autor/s                           |
| ------------------------------------------------------------------ | --------------------------------------------- | ----------------- | --------------------------------- |
| Ore wa Ryū                                                         | おれは竜                                      | 1972 #2~#10       | Barón Yoshimoto                   |
| Renshō Yarō                                                        | 連勝野郎                                      | 1972 #3·4~#11     | Mikio Yoshimori                   |
| Musashi                                                            | 武蔵                                          | 1972 #5~#29       | Hiroshi Motomiya                  |
| Hop Step                                                           | ホップステップ                                | 1972 #9~1973 #3   | Yoshinori Takayama                |
| Sore Ike Jump de Young Oh! Oh!                                     | それいけジャンプでヤングおー！おー！          | 1972 #10~1974 #30 | Nao Miyanobu                      |
| Mysterious                                                         | ミステリオス                                  | 1972 #18~#38      | Kōtarō Komuro                     |
| Shōnen no Kuni                                                     | 少年の国                                      | 1972 #19~#50      | Yūichi Sakihara & Gorō Sakasai    |
| Kuso Bōzu Gun-tetsu                                                | クソ坊主ガン鉄                                | 1972 #26~#36      | Jirō Gyū & Kō Temu                |
| Aku Kamen                                                          | 悪仮面                                        | 1972 #28~#30      | Kōtarō Takano                     |
| The Kicker                                                         | ザ・キッカー                                  | 1972 #32~#38      | Mikiya Mochizuki                  |
| Astro Kyūdan                                                       | アストロ球団                                  | 1972 #39~1976 #26 | Shirō Tōzaki & Norihiro Nakajima  |
| Moete Hashire!                                                     | 燃えて走れ！                                  | 1972 #40~#49      | Kureo Iwagasaki & Motoka Murakami |
| Boku no Dōbutsuen Nikki, Ueno Dōbutsuen: Nishiyama Toshio Hanseiki | ぼくの動物園日記 上野動物園・西山登志雄半生記 | 1972 #41~1975 #1  | Toshio Nishiyama & Kōichi Īmori   |
| Mazinger Z                                                         | マジンガーZ                                   | 1972 #42~1973 #35 | Gō Nagai                          |
| Spike Nº1                                                          | スパイクNo.1                                  | 1972 #53~1973 #12 | Gorō Oketani & Takeru Mitsuaki    |

| Manga                              | Japonés            | Serialització      | Autor/s                        |
| ---------------------------------- | ------------------ | ------------------ | ------------------------------ |
| Dream Kamen                        | ドリーム仮面       | 1973 #2~#36        | Shigeru Nakamoto               |
| Outer Lek                          | アウターレック     | 1973 #8~#27        | Kōtarō Komuro                  |
| Wa ga Tomo wa Noraki               | わが輩はノラ公     | 1973 #14~#28       | Noriko Kikuchi                 |
| Kisshi                             | 鬼っ子             | 1973 #24~#47       | Satoshi Ikezawa                |
| Hadashi no Gen                     | はだしのゲン       | 1973 #25~1974 #39  | Keiji Nakasawa                 |
| Crime Sweeper *                    | クライムスイーパー | 1973 #26~#40       | Buronson & Gorō Sakasai        |
| Play Ball                          | プレイボール       | 1973 #27~1978 #31  | Akio Chiba                     |
| Hōchōnin Ajihei                    | 包丁人味平         | 1973 #28~1977 #45  | Jirō Gyū & Big Jō              |
| Taiyō no Shima                     | 太陽の島           | 1973 #36~#45       | Gensu Karatsu & Kō Temu        |
| Ōbora Ichidai                      | 大ぼら一代         | 1973 #37~1975 #28  | Hiroshi Motomiya               |
| Hai ni Naru Shōnen                 | 灰になる少年       | 1973 #39~#49       | George Akiyama                 |
| Sora no Shiro                      | 空の城             | 1973 #46~1974 #2   | Motoka Murakami                |
| Onna Darake                        | 女だらけ           | 1973 #47~1975 #45  | Kimio Yanagisawa               |
| Asunaro Senpū                      | あすなろ旋風       | 1973 #48~1974 #4·5 | Yūichi Sakihara & Ryōta Sawano |
| * Continua com Pink! Punch! Miyabi |                    |                    |                                |

| Manga                          | Japonés            | Serialització     | Autor/s                      |
| ------------------------------ | ------------------ | ----------------- | ---------------------------- |
| Kaze! Hana! Ryū!               | 風！花！龍！       | 1974 #3~#31       | Satoshi Ikezawa              |
| Pink! Punch! Miyabi *          | ピンク！パンチ！雅 | 1974 #4·5~#17     | Buronson & Gorō Sakasai      |
| Dohazure Tenkaichi             | どはずれ天下一     | 1974 #6·7~#35     | George Akiyama               |
| Moero! Benten                  | もえろ！弁天       | 1974 #32~1975 #2  | Nao Miyanobu                 |
| Yōkai Hunter                   | 妖怪ハンター       | 1974 #37~#41      | Daijirō Moroboshi            |
| Sukeban Arashi -Parte 1-       | スケ番あらし       | 1974 #39~#43      | Masami Kurumada              |
| Goronbo Isha                   | ごろんぼ医者       | 1974 #42~#51      | Yoshinori Takayama           |
| Honō no Kyojin                 | 炎の巨人           | 1974 #43~1975 #47 | Shirō Mitsue & Ryōji Ryūzaki |
| Tomodachi Gakuen               | 友だち学園         | 1974 #44~#48      | Saburō Ishikawa              |
| * Continuació de Crime Sweeper |                    |                   |                              |

| Manga                    | Japonés              | Serialització      | Autor/s                         |
| ------------------------ | -------------------- | ------------------ | ------------------------------- |
| Circuit no Ōkami         | サーキットの狼       | 1975 #1~1979 #32   | Satoshi Ikezawa                 |
| Kawaī Gambler            | かわいいギャンブラー | 1975 #2~#40        | Kazuyoshi Katsuki               |
| Hana mo Arashi mo        | 花も嵐も             | 1975 #3·4~#38      | Ikki Kajiwara & Noboru Kawasaki |
| Tora no Racer            | 虎のレーサー         | 1975 #21~#34       | Motoka Murakami                 |
| Sukeban Arashi -Parte 2- | スケ番あらし         | 1975 #22~#42       | Masami Kurumada                 |
| Yūjō Gakuen              | 友情学園             | 1975 #35~#37       | Kontarō                         |
| Doberman Deka            | ドーベルマン刑事     | 1975 #39~1979 #48  | Buronson & Shinji Hiramatsu     |
| Gakuen Yorozuya          | 学園よろず屋         | 1975 #40~1976 #3·4 | Yoshinori Takayama              |
| Edokko Tatsu-chan        | 江戸っ子辰ちゃん     | 1975 #41~#43       | Wataru Sagawa                   |
| Zero no Shirataka        | ゼロの白鷹           | 1975 #42~1976 #25  | Hiroshi Motomiya                |
| 1·2 no Ahho!!            | 1・2のアッホ！！     | 1975 #43~1978 #21  | Kontarō                         |

| Manga                                              | Japonés                      | Serialització     | Autor/s                                           |
| -------------------------------------------------- | ---------------------------- | ----------------- | ------------------------------------------------- |
| Blue City                                          | ブルーシティー               | 1976 #2~#21       | Yukinobu Hoshino                                  |
| Onsen Boy                                          | 温泉ボーイ                   | 1976 #3·4~#20     | Kimio Yanagisawa                                  |
| Akutare Kyojin                                     | 悪たれ巨人                   | 1976 #5·6~1980 #9 | Yoshihiro Takahashi                               |
| Satellite no Niji                                  | サテライトの虹               | 1976 #7~#33       | Kaoru Akimoto & Tadashi Katō                      |
| Ankoku Shinwa                                      | 暗黒神話                     | 1976 #20~#25      | Daijirō Morohoshi                                 |
| ProWres tai Jūdō                                   | プロレス対柔道               | 1976 #21~#26      | Yasuo Sakurai & Ryōji Ryūzaki                     |
| Sheriff Joe                                        | 保安官ジョー                 | 1976 #26~#37      | Toshiaki Matsushima & Eijirō Sawamoto             |
| Neppū no Tora                                      | 熱風の虎                     | 1976 #27~1977 #9  | Motoka Murakami                                   |
| Tōdai Icchokusen                                   | 東大一直線                   | 1976 #28~1979 #45 | Yoshinori Kobayashi                               |
| Beranmē Holmes                                     | べらんめえホームズ           | 1976 #29~#43      | Yasumi Yoshizawa                                  |
| Boronbo-sensei                                     | ボロンボ先生                 | 1976 #30~#40      | Wataru Sagawa                                     |
| Condor no Tsubasa                                  | コンドルの翼                 | 1976 #31~#45      | Norihiro Nakajima                                 |
| Yon-chōme no Kaijin-kun                            | 四丁目の怪人くん             | 1976 #34~1977 #16 | Takeshi Masutani                                  |
| Jitsuroku Kyojin-dai Monogatari                    | 実録巨人軍物語               | 1976 #35~#52      | Kensei Yoshida & Ryōji Ryūzaki                    |
| Hokuto no Kishi                                    | 北斗の騎士                   | 1976 #41~1977 #3  | Shirō Tōzaki & Ippei Minami                       |
| Kochira Katsushika-ku, Kameari Kōen-mae Hashutsujo | こちら葛飾区亀有公園前派出所 | 1976 #42~2016 #42 | Osamu Akimoto, inicialment com Tatsuhiko Yamatome |

| Manga                    | Japonés                  | Serialització     | Autor/s                                            |
| ------------------------ | ------------------------ | ----------------- | -------------------------------------------------- |
| UFO Kari                 | UFO狩り                  | 1977 #1~#4        | Kōsuke Mitsuki                                     |
| Ring ni Kakero           | リングにかけろ           | 1977 #2~1981 #44  | Masami Kurumada                                    |
| Yami no Tōbō-i           | 闇の逃亡医               | 1977 #7~#30       | Kiyoshi Takayama & Tadashi Katō                    |
| Asatarō-den              | 朝太郎伝                 | 1977 #8~1979 #15  | Norihiro Nakajima                                  |
| Yacchin                  | やっちん                 | 1977 #15~#29      | Yasumi Yoshizawa                                   |
| Jump Minwa Gekijō        | JUMP民話劇場             | 1977 #16~#31      | Toshi Noma                                         |
| Jambo de Gomen Nasutte   | ジャンボでごめんなすって | 1977 #21~#29      | Jin Inoue                                          |
| Hole In One              | ホールインワン           | 1977 #23~1979 #49 | Takeji Kagami & Tatsuo Kanai                       |
| Shiroi Kairyudo          | 白い狩人                 | 1977 #31~#41      | Shirō Tōzaki & Masaki Yamato, como Masaharu Kojima |
| Yūkari no Ki no Moto de  | ユーカリの木のもとで     | 1977 #32~#42      | Keiji Nakasawa                                     |
| Big 1                    | BIG1                     | 1977 #33~#52      | Masatoshi Suzuki                                   |
| Kaiki Manatsu no Yawa    | 怪奇真夏の夜話           | 1977 #35~#41      | Toshi Noma                                         |
| Susume!! Pirates         | すすめ！！パイレーツ     | 1977 #41~1980 #46 | Hisashi Eguchi                                     |
| Kyojin-tachi no Densetsu | 巨人たちの伝説           | 1977 #42~#48      | Yukinobu Hoshino                                   |
| Kōshi Ankoku-den         | 孔子暗黒伝               | 1977 #50~1978 #9  | Daijirō Morohoshi                                  |

| Manga                                                                 | Japonés                                   | Serialització      | Autor/s                              |
| --------------------------------------------------------------------- | ----------------------------------------- | ------------------ | ------------------------------------ |
| Pinboke Utsushi-dai                                                   | ピンボケ写太                              | 1978 #1~#29        | Big Jō                               |
| Kazoku Dōbutsuen                                                      | 家族動物園                                | 1978 #2~#13        | Kōichi Īmori                         |
| Sawayaka Mantarō                                                      | さわやか万太郎                            | 1978 #3·4~1979 #39 | Hiroshi Motomiya                     |
| Keisatsu Inu Monogatari, Keishi-chō: Kanshiki-ka Amano Shigeo Funtōki | 警察犬物語 警視庁・鑑識課雨野しげお奮闘記 | 1978 #21~1979 #41  | Kōsuke Mitsuki & Saburō Ishikawa     |
| Kaitei Poseidon                                                       | 怪艇ポセイドン                            | 1978 #22~#30       | Takeshi Masutani                     |
| Karate Inochi                                                         | カラテいのち                              | 1978 #30~#44       | Hisao Maki & Takashi Nishioka        |
| Inochi Mikoto                                                         | 命 MIKOTO                                 | 1978 #31~#41       | Kōtarō Komuro                        |
| Rock 'n' Roll Baseball                                                | ロックンロールベースボール                | 1978 #32~#42       | Seidō Takeshi & Kazuo Miyazaki       |
| Loose! Loose!!                                                        | ルーズ！ルーズ！！                        | 1978 #42~1979 #9   | Kontarō                              |
| Watari Kyōshi                                                         | 渡り教師                                  | 1978 #43~1979 #2   | Yoshinori Takayama & Ken'ichi Kotani |
| BikuBiku Nyanko                                                       | びくびくニャンコ                          | 1978 #44~1979 #1   | Kazuo Ōhira                          |
| Cobra                                                                 | コブラ                                    | 1978 #45~1984 #48  | Buichi Terasawa                      |

| Manga                                   | Japonés                    | Serialització     | Autor/s                             |
| --------------------------------------- | -------------------------- | ----------------- | ----------------------------------- |
| Studio Help                             | スタジオHELP               | 1979 #3·4~#17     | Big Jō                              |
| Yasei no Bible                          | 野生のバイブル             | 1979 #5·6~#18     | Masaki Yamato, como Masaharu Kojima |
| Tsuyoshi Hideto Seishun Nikki, Go☆Shoot | 剛秀人青春日記 GO☆シュート | 1979 #18~1980 #20 | Takeshi Miya                        |
| Sky Eagle                               | スカイイーグル             | 1979 #19~#30      | Shirō Tōzaki & Yoshikazu Kawashima  |
| Sasurai Kishitō                         | さすらい騎士道             | 1979 #20~#31      | Norihiro Nakajima                   |
| Shiritsu Kiwame-michi Kōkō              | 私立極道高校               | 1979 #21~1980 #11 | Akira Miyashita                     |
| Kin'nikuman                             | キン肉マン                 | 1979 #22~1987 #21 | Yudetamago                          |
| Tennis Boy                              | テニスボーイ               | 1979 #31~1982 #9  | Yū Terashima & Ken'ichi Kotani      |
| Kurokitaka                              | 黒き鷹                     | 1979 #33~#42      | Kontarō                             |
| Ohayō Mimi-chan                         | おはようミミちゃん         | 1979 #34~#36      | Tatsurō Harada                      |
| I Am Dossey                             | アイ・アム・ドッシー       | 1979 #37~#39      | Kazuo Ōhira                         |
| Appare Ikka                             | あっぱれ一家               | 1979 #40~#42      | Hiroyuki Kobayashi                  |
| Rajikon Sensō                           | ラジコン戦争               | 1979 #41~1980 #9  | James Takagi & Yoshikazu Kawashima  |
| Nekkyū Suikoden                         | 熱球水滸伝                 | 1979 #42~#52      | Norihiro Nakajima                   |
| Massugu ga Iku                          | 真直がいく                 | 1979 #43~1980 #1  | Mushitarō Kabuto                    |
| Futari no Derby                         | ふたりのダービー           | 1979 #44~1980 #18 | Tsukasa Tanaka                      |
| Man'nenyuki no Mieru-ie                 | 万年雪のみえる家           | 1979 #46~1980 #17 | Hiroshi Motomiya                    |

| Manga                                                      | Japonés                    | Serialització      | Autor/s                                |
| ---------------------------------------------------------- | -------------------------- | ------------------ | -------------------------------------- |
| Ricky Typhoon                                              | リッキー台風               | 1980 #1~1981 #31   | Shinji Hiramatsu                       |
| Izumi-chan Graffiti                                        | いずみちゃんグラフティー   | 1980 #2~#40        | Tatsuo Kanai                           |
| Diamond Star                                               | ダイヤモンドスター         | 1980 #3·4~#22      | Satoshi Ikezawa                        |
| Dr. Slump                                                  | Dr.スランプ                | 1980 #5·6~1984 #39 | Akira Toriyama                         |
| Otoko no Tabidachi                                         | 男の旅立ち                 | 1980 #19~1981 #18  | Yoshihiro Takahashi                    |
| Deguchi Kyōdai Funsenki                                    | 出口兄弟奮戦記             | 1980 #20~#32       | Katsuyuki Edamatsu                     |
| Big Gun                                                    | ビッグガン                 | 1980 #21~#30       | Buronson & Motoki Monma                |
| Super Kyojin                                               | スーパー巨人               | 1980 #22~#39       | Issei Kaburagi & Tsukasa Tanaka        |
| Yamazaki Ginjirō *                                         | 山崎銀次郎                 | 1980 #23~1981 #16  | Hiroshi Motomiya                       |
| One-man Army                                               | ワンマンアーミー           | 1980 #24~#33       | Maekawa K-san                          |
| Show Up Highschool                                         | ショーアップ・ハイスクール | 1980 #31~#41       | Hitoshi Tanimura                       |
| Ah, Ichirō                                                 | ああ一郎                   | 1980 #32~1981 #19  | Kōji Koseki                            |
| Mound no Inazuma                                           | マウンドの稲妻             | 1980 #33~#42       | Gossēji                                |
| Bōsō Hunter                                                | 暴走ハンター               | 1980 #34~#47       | Kazuhisa Kasai & Ryūji Tsugihara       |
| Geki!! Gokutora Ikka                                       | 激！！極虎一家             | 1980 #35~1982 #44  | Akira Miyashita                        |
| Kogane no Bantam                                           | 黄金のバンタム             | 1980 #40~1981 #2·3 | Yoshinori Takayama & Norihiro Nakajima |
| 3-nen Kimengumi **                                         | 3年奇面組                  | 1980 #41~1982 #17  | Motoei Shinzawa                        |
| Boku-tachi no Sensen                                       | ぼくたちの戦線             | 1980 #42~#46       | Izumi Yui                              |
| Bun no Ao Shun!                                            | ブンの青シュン！           | 1980 #43~1981 #52  | Takeshi Miya                           |
| Mario                                                      | マリオ                     | 1980 #47~1981 #8   | Makoto Nakahara & Yasuyuki Kitahara    |
| * Seqüela de Kōha Ginjirō, serialitzada en la Jump mensual |                            |                    |                                        |
| ** Continua com Highschool! Kimengumi                      |                            |                    |                                        |

## 1981~1990
| Manga                    | Japonés                  | Serialitzación    | Autor/s                             |
| ------------------------ | ------------------------ | ----------------- | ----------------------------------- |
| Kumamoto Ken             | 熊元拳                   | 1981 #4·5~#17     | Jin Nishima                         |
| Hinomaru Gekijō          | ひのまる劇場             | 1981 #6~#29       | Hisashi Eguchi                      |
| Forever Shinji-kun       | フォーエバー神児くん     | 1981 #17~#46      | Katsuyuki Edamatsu                  |
| Captain Tsubasa          | キャプテン翼             | 1981 #18~1988 #22 | Yōichi Takahashi                    |
| Fine Play                | ファインプレー           | 1981 #19~#28      | Geki Fujimori & Masato Yamaguchi    |
| Makenshi                 | 魔剣士                   | 1981 #20~#32      | Yukio Umemoto & Motoki Monma        |
| Rock 'n' Roll Monogatari | ロックンロール物語       | 1981 #21~#30      | Makoto Nakahara & Ippei Minami      |
| Guts Try                 | ガッツトライ             | 1981 #29~#38      | Tsukasa Tanaka                      |
| Super Police             | スーパーポリス           | 1981 #30~#40      | Hitoshi Tanimura                    |
| Kaidō Racer Go           | 街道レーサーGO           | 1981 #31~#53      | Satoshi Ikezawa                     |
| Shaka no Musuko          | シャカの息子             | 1981 #32~#50      | George Akiyama                      |
| Gal ga Rival             | ギャルがライバル         | 1981 #33~1982 #18 | Maekawa K-san                       |
| Aozora Fishing           | 青空フィッシング         | 1981 #34~1982 #24 | Hiroichi Fuse & Yoshihiro Takahashi |
| Kōshien no Ōkami         | 甲子園の狼               | 1981 #36~#39      | Ryōji Ryūzaki                       |
| Cat's♥Eye                | キャッツ♥アイ            | 1981 #40~1984 #44 | Tsukasa Hōjō                        |
| Stop!! Hibari-kun!       | ストップ！！ひばりくん！ | 1981 #45~1983 #51 | Hisashi Eguchi                      |
| Black Angels             | ブラック・エンジェルズ   | 1981 #46~1985 #23 | Shinji Hiramatsu                    |
| Icarus no Ken            | イカロスの拳             | 1981 #47~1982 #5  | Keiji Natsume                       |
| Commander 0              | コマンダー0              | 1981 #53~1982 #16 | Jun Tomizawa                        |

| Manga                           | Japonés                        | Serialització      | Autor/s                            |
| ------------------------------- | ------------------------------ | ------------------ | ---------------------------------- |
| Scrum                           | スクラム                       | 1982 #1·2~#13      | Kōji Koseki                        |
| Gomen Kudasai!! Alligator       | ごめんください！！アリゲーター | 1982 #1·2~#5       | Hiroshi Aro                        |
| Fūma no Kojirō                  | 風魔の小次郎                   | 1982 #3·4~1983 #49 | Masami Kurumada                    |
| Kick Off                        | キックオフ                     | 1982 #5~1983 #50   | Taku Chiba                         |
| The Fighter                     | THE ファイター                 | 1982 #18~#31       | Toshio Tanigami                    |
| Highschool! Kimengumi *         | ハイスクール！奇面組           | 1982 #18~1987 #30  | Motoei Shinzawa                    |
| Yoroshiku Haruichihan           | よろしく春一番                 | 1982 #19~#30       | Norihiro Nakajima                  |
| Cosmos End                      | コスモス・エンド               | 1982 #20~#32       | Toshio Kasahara, como Tom Kasahara |
| Winning Shot                    | ウイニングショット             | 1982 #21~#43       | Ken'ichi Kotani                    |
| Omisore! Toraburitsu Musume     | おみそれ！トラぶりっ娘         | 1982 #26~#35       | Hiroshi Aro                        |
| Yabure Kabure                   | やぶれかぶれ                   | 1982 #31~1983 #8   | Hiroshi Motomiya                   |
| Notake ga Yuku                  | 野武がゆく                     | 1982 #32~#42       | Motoki Monma                       |
| Jun                             | Jun                            | 1982 #33~#42       | Hiromi Morishita                   |
| Shiyō to Taichi                 | 翔と大地                       | 1982 #34~1983 #14  | Yoshihiro Takahashi                |
| Umi no Senshi                   | 海の戦士                       | 1982 #43~#52       | Tetsuya Saruwatari                 |
| Yoroshiku Mechadoc              | よろしくメカドック             | 1982 #44~1985 #13  | Ryūji Tsugihara                    |
| Tetsu no Don Quixote            | 鉄のドンキホーテ               | 1982 #45~1983 #3   | Tetsuo Hara                        |
| Metsukin Futai                  | 滅菌部隊                       | 1982 #46~#50       | Kiichirō Nasu                      |
| Hasaitai wo Nuke                | 破砕帯をぬけ                   | 1982 #51~1983 #5·6 | Kazuhito Yumi                      |
| * Continuació de 3-nen Kimegumi |                                |                    |                                    |

| Manga                        | Japonés              | Serialització      | Autor/s                        |
| ---------------------------- | -------------------- | ------------------ | ------------------------------ |
| Scandoll                     | スキャンドール       | 1983 #3~#39        | Ken'ichi Kotani                |
| Ah!! Bishamon Kōkō           | 嗚呼！！毘沙門高校   | 1983 #4~#25        | Akira Miyashita                |
| Wingman                      | ウイングマン         | 1983 #5·6~1985 #39 | Masakazu Katsura               |
| Can☆Can Every Day *          | CAN☆キャンえぶりでい | 1983 #15~#26       | Hisashi Tanaka, como Hisuwashi |
| Mad Dog                      | マッドドッグ         | 1983 #22~#31       | Buronson & Kei Takazawa        |
| Shape Up Ran                 | シェイプアップ乱     | 1983 #26~1986 #1·2 | Masaya Tokuhiro                |
| Tenchi wo Kurau              | 天地を喰らう         | 1983 #27~1984 #38  | Hiroshi Motomiya               |
| Albatross Tonda              | アルバトロス飛んだ   | 1983 #32~#42       | Makoto Nakahara & Motoki Monma |
| Hokuto no Ken                | 北斗の拳             | 1983 #41~1988 #35  | Buronson & Tetsuo Hara         |
| Mashōnen BT                  | 魔少年ビーティー     | 1983 #42~#51       | Hirohiko Araki                 |
| Ashita Tenhei                | あした天兵           | 1983 #43~1984 #14  | Jūzō Yamasaki & Hideaki Hataji |
| Ginga: Nagareboshi Gin       | 銀牙 -流れ星 銀-     | 1983 #50~1987 #13  | Yoshihiro Takahashi            |
| Kikai Senshi Girfer          | 機械戦士ギルファー   | 1983 #51~1984 #13  | Motohiro Nishio & Kōji Maki    |
| Bogey The Great              | ボギー THE GREAT     | 1983 #52~1984 #30  | Akira Miyashita                |
| * Transferit a la Fresh Jump |                      |                    |                                |

| Manga                     | Japonés                 | Serialització     | Autor/s                            |
| ------------------------- | ----------------------- | ----------------- | ---------------------------------- |
| Mr. Whitey                | Mr.ホワイティ           | 1984 #14~#23      | Ken Kitashiba & Tetsuya Saruwatari |
| Kimagure Orange☆Road      | きまぐれオレンジ☆ロード | 1984 #15~1987 #42 | Izumi Matsumoto                    |
| Tottemo Shōnen Tanken-tai | とっても少年探検隊      | 1984 #20~#27      | Hiroshi Aro                        |
| Kid                       | KID                     | 1984 #22~#40      | Ken'ichi Kotani                    |
| Killer Boy                | キラーBOY               | 1984 #28~#43      | Masatoshi Usune                    |
| Otoko Zaka                | 男坂                    | 1984 #32~1985 #12 | Masami Kurumada                    |
| Ama Gonzui                | 海人ゴンズイ            | 1984 #40~#50      | George Akiyama                     |
| Gakuen Jōhō-bu H.I.P.     | ガクエン情報部H.I.P.    | 1984 #44~1985 #22 | Jun Tomizawa                       |
| Baō Raihō-sha             | バオー来訪者            | 1984 #45~1985 #11 | Hirohiko Araki                     |
| Dragon Ball               | ドラゴンボール          | 1984 #51~1995 #25 | Akira Toriyama                     |
| Bakudan                   | ばくだん                | 1984 #52~1985 #30 | Hiroshi Motomiya                   |

| Manga                | Japonés                    | Serialització     | Autor/s                        |
| -------------------- | -------------------------- | ----------------- | ------------------------------ |
| Mister Lion          | ミスターライオン           | 1985 #12~#21      | Shinobu Ōnishi                 |
| City Hunter          | シティーハンター           | 1985 #13~1991 #50 | Tsukasa Hōjō                   |
| Tsuide ni Tonchinkan | ついでにとんちんかん       | 1985 #14~1989 #22 | Koichi Endo                    |
| Sakigake!! Otokojuku | 魁！！男塾                 | 1985 #22~1991 #35 | Akira Miyashita                |
| Sumomo               | すもも                     | 1985 #23~#32      | Shun Amanuma                   |
| Tobu Kyōshitsu       | 飛ぶ教室                   | 1985 #24~#38      | Tsutomu Hiramatsu              |
| Black Knight Bat     | BLACK KNIGHT バット        | 1985 #31~#40      | Buichi Terasawa                |
| Just Ace             | ジャストACE                | 1985 #32~#41      | Yasuki Inoue                   |
| Wolf ni Kiss         | ウルフにKISS               | 1985 #39~#51      | Yū Terashima & Ken'ichi Kotani |
| Surely!!             | ショーリ！！               | 1985 #40~#52      | Taku Chiba                     |
| Road Runner          | ロードランナー ROAD RUNNER | 1985 #41~1986 #12 | Ryūji Tsugihara                |
| Love & Fire          | ラブ&ファイヤー            | 1985 #51~1986 #13 | Shinji Hiramatsu               |
| Chōkidō-in Vander    | 超機動員ヴァンダー         | 1985 #52~1986 #21 | Masakazu Katsura               |

| Manga                                              | Japonés                            | Serialització      | Autor/s            |
| -------------------------------------------------- | ---------------------------------- | ------------------ | ------------------ |
| Saint Seiya *                                      | 聖闘士星矢                         | 1986 #1·2~1990 #49 | Masami Kurumada    |
| Uwasa no Boy                                       | うわさのBOY                        | 1986 #3·4~#22      | Nonki Miyasu       |
| Sekiryū Ō **                                       | 赤龍王                             | 1986 #13~1987 #12  | Hiroshi Motomiya   |
| Animal Kenshi                                      | アニマル拳士                       | 1986 #14~#23       | Shōichi Yagihashi  |
| Tāheruana Tomiko                                   | ターヘルアナ富子                   | 1986 #22~#36       | Masaya Tokuhiro    |
| Hanattare Boogie                                   | はなったれBoogie                   | 1986 #23~#31       | Makoto Isshiki     |
| Metal K                                            | メタルK                            | 1986 #24~#33       | Kōji Maki          |
| Sasuke Ninden                                      | サスケ忍伝                         | 1986 #32~#41       | Yoshihiro Kuroiwa  |
| Sora no Canvas                                     | 空のキャンバス                     | 1986 #33~1987 #41  | Shinji Imaizumi    |
| Hustle Kenpō Tsuyoshi                              | ハッスル拳法つよし                 | 1986 #37~#46       | Tsutomu Hiramatsu  |
| Kuon...                                            | くおん…                            | 1986 #42~#52       | Hiroyuki Kawashima |
| Kenritsu Misora Kōkō Yakyū-buin Yamashita Tarō-kun | 県立海空高校野球部員山下たろーくん | 1986 #44~1990 #32  | Kōji Koseki        |
| Kirara                                             | キララ                             | 1986 #47~1987 #11  | Shinji Hiramatsu   |
| Akaten Kyōshi Nashimoto Kotetsu                    | アカテン教師梨本小鉄               | 1986 #52~1987 #31  | Keiichi Kasugai    |
| * Finalitzat en la V-Jump                          |                                    |                    |                    |
| ** Transferit a la Super Jump                      |                                    |                    |                    |

| Manga                                              | Japonés                     | Serialització      | Autor/s                              |
| -------------------------------------------------- | --------------------------- | ------------------ | ------------------------------------ |
| JoJo no Kimyō na Bōken *                           | ジョジョの奇妙な冒険        | 1987 #1·2~1999 #17 | Hirohiko Araki                       |
| Star Bakuhatsu                                     | スタア爆発                  | 1987 #3·4~#22      | Hideaki Hataji                       |
| Pankra Boy                                         | PANKRA BOY                  | 1987 #13~#23       | Jun Tomizawa                         |
| Majinryū Barion                                    | 魔神竜バリオン              | 1987 #22~#32       | Yoshihiro Kuroiwa                    |
| Moeru! Onī-san **                                  | 燃える！お兄さん            | 1987 #23~1991 #10  | Tadashi Satō                         |
| God Sider                                          | ゴッドサイダー              | 1987 #24~1988 #51  | Kōji Maki                            |
| Tokubetsu Kōtsū Kidō-tai Super Patrol              | 特別交通機動隊 SUPER PATROL | 1987 #32~#46       | Ryūji Tsugihara                      |
| Present From Lemon                                 | プレゼント・フロム LEMON    | 1987 #33~#51       | Masakazu Katsura                     |
| Yūrei Kozō ga Yatte Kita!                          | ゆうれい小僧がやってきた！  | 1987 #34~1988 #24  | Yudetamago                           |
| The Momotaroh                                      | THE MOMOTAROH               | 1987 #42~1989 #50  | Makoto Niwano                        |
| No Side                                            | ノーサイド                  | 1987 #43~1988 #1·2 | Taku Chiba                           |
| Otoboke Nasu-sensei                                | おとぼけ茄子先生            | 1987 #44~1988 #14  | Yutaka Takahashi, como Yutaka Takagi |
| Hard Luck                                          | ハードラック                | 1987 #52~1988 #12  | Takashi Kisaki                       |
| * Continua com JoJo no Kimyō na Bōken: Stone Ocean |                             |                    |                                      |
| ** Continua com Moeru! Onī-san 2                   |                             |                    |                                      |

| Manga                                              | Japonés                     | Serialització     | Autor/s                           |
| -------------------------------------------------- | --------------------------- | ----------------- | --------------------------------- |
| Cosmos Striker                                     | コスモスストライカー        | 1988 #1·2~#15     | Seiichi Tanaka & Shingo Todate    |
| Haruka Kanata                                      | はるかかなた                | 1988 #3·4~#23     | Ryō Watanabe                      |
| Bastard!! Ankoku no Hakai-shin *                   | BASTARD!! -暗黒の破壊神-    | 1988 #14~1989 #36 | Kazushi Hagiwara                  |
| Jungle no Ōja Tar-chan♡ **                         | ジャングルの王者ターちゃん♡ | 1988 #15~1990 #26 | Masaya Tokuhiro                   |
| Second                                             | セコンド                    | 1988 #16~#21      | Yasuki Inoue                      |
| Kami-sama wa Southpaw                              | 神様はサウスポー            | 1988 #22~1990 #31 | Shinji Imaizumi                   |
| Hengen Sennin Asuka♡                               | 変幻戦忍アスカ♡             | 1988 #23~#40      | Yoshihiro Kuroiwa                 |
| Niji no Runner                                     | 虹のランナー                | 1988 #24~#36      | Taku Chiba                        |
| Rokudenashi Blues                                  | ろくでなしBLUES             | 1988 #25~1997 #10 | Masanori Morita                   |
| Kachū no Senshi: Masatake                          | -甲冑の戦士- 雅武           | 1988 #35~#50      | Yoshihiro Takahashi               |
| Matte! Sailor-fuku Kishi                           | 舞って！セーラー服騎士      | 1988 #36~#47      | Teruto Aruga                      |
| Shō no Densetsu                                    | 翔の伝説                    | 1988 #39~1989 #13 | Yōichi Takahashi                  |
| Magical☆Tarurūto-kun                               | まじかる☆タルるートくん     | 1988 #49~1992 #40 | Tatsuya Egawa                     |
| Boku wa Shitataka-kun                              | ボクはしたたか君            | 1988 #50~1990 #18 | Motoei Shinzawa                   |
| Kyōryū Daikikō                                     | 恐竜大紀行                  | 1988 #51~1989 #12 | Daimurō Kishi                     |
| Cyber Blue                                         | CYBERブルー                 | 1988 #52~1989 #32 | Bob, Ryūichi Mitsui & Tetsuo Hara |
| * Transferit als especials de temporada de la Jump |                             |                   |                                   |
| ** Continua com Shin Jungle no Ōja Tar-chan♡       |                             |                   |                                   |

| Manga                                                 | Japonés                     | Serialització     | Autor/s                                                  |
| ----------------------------------------------------- | --------------------------- | ----------------- | -------------------------------------------------------- |
| Super Machine Run                                     | スーパーマシンRUN           | 1989 #13~#23      | Ryō Watanabe                                             |
| The Edge                                              | THE EDGE ジ・エッジ         | 1989 #14~#29      | Katsuyasu Nagasawa                                       |
| Cyborg Jī-chan G                                      | CYBORGじいちゃんG           | 1989 #22~#52      | Takeshi Obata, como Shigeru Hijikata                     |
| Hayato 18-ban Shōbu                                   | 隼人18番勝負                | 1989 #23~#39      | Ryūji Tsugihara                                          |
| Scrap Sandayū                                         | SCRAP三太夫                 | 1989 #24~#40      | Yudetamago                                               |
| Ten de Shōwaru Cupid                                  | てんで性悪キューピッド      | 1989 #32~1990 #13 | Yoshihiro Togashi                                        |
| Chameleon Jail                                        | カメレオンジェイル          | 1989 #33~#44      | Kazuhiko Watanabe & Takehiko Inoue, como Takehiko Nariai |
| Kenkaku Shibui Kaki no Kai                            | 剣客 渋井柿之介             | 1989 #37~#47      | Yutaka Takahashi                                         |
| The Green Eyes                                        | ザ・グリーンアイズ          | 1989 #40~1990 #10 | Kōji Maki                                                |
| Tobikkiri!                                            | とびっきり！                | 1989 #41~1990 #23 | Takashi Kisaki                                           |
| Dragon Quest: Dai no Daibōken                         | DRAGON QUEST -ダイの大冒険- | 1989 #45~1996 #52 | Riku Sanjō & Kōji Inada                                  |
| Den'ei Shōjo *                                        | 電影少女                    | 1989 #51~1992 #31 | Masakazu Katsura                                         |
| AT Lady!                                              | AT Lady!                    | 1989 #52~1990 #11 | Takeshi Okano, como Takeshi Nomura                       |
| * Finalitzat en els especials de temporada de la Jump |                             |                   |                                                          |

| Manga                                    | Japonés                         | Serialització      | Autor/s                             |
| ---------------------------------------- | ------------------------------- | ------------------ | ----------------------------------- |
| Ace!                                     | エース！                        | 1990 #1·2~1991 #26 | Yōichi Takahashi                    |
| Hana no Keiji: Kumo no Kanata ni         | 花の慶次 -雲のかなたに-         | 1990 #13~1993 #33  | Keiichirō Ryū & Tetsuo Hara         |
| Hikaru! Chachacha!!                      | ひかる！チャチャチャ！！        | 1990 #14~1991 #25  | Kenji Minomo                        |
| Shuten☆Dōji                              | 酒呑☆ドージ                     | 1990 #15~#30       | Haruto Umezawa, como Yūto Umezawa   |
| Crisis Diver                             | クライシスダイバー              | 1990 #26~#37       | Shingo Todate & Kō Nimaiya          |
| Shin Jungle no Ōja Tar-chan♡ *           | 新ジャングルの王者ターちゃん♡   | 1990 #27~1995 #18  | Masaya Tokuhiro                     |
| GP Boy                                   | GP BOY                          | 1990 #31~#47       | Kunihiko Akai & Hirohisa Onikubo    |
| Fushigi Hunter                           | 不思議ハンター                  | 1990 #32~#48       | Yukihiro Īzuka & Yoshihiro Kuroiwa  |
| Kickboxer Mamoru                         | 蹴撃手マモル                    | 1990 #33~1991 #13  | Yudetamago                          |
| Metal Finish                             | METAL FINISH                    | 1990 #41~1991 #1·2 | Masaru Miyazaki & Nobuhisa Tsuruoka |
| Slam Dunk                                | SLAM DUNK                       | 1990 #42~1996 #27  | Takehiko Inoue                      |
| Chinyūki: Tarō to Yukai na Nakama-tachi  | 珍遊記 -太郎とゆかいな仲間たち- | 1990 #49~1992 #13  | Man☆gatarō                          |
| Tengyan: Nanpō Kumagusu-den              | てんぎゃん -南方熊楠伝-         | 1990 #50~1991 #10  | Daimurō Kishi                       |
| Yū☆Yū☆Hakusho                            | 幽☆遊☆白書                      | 1990 #51~1994 #32  | Yoshihiro Togashi                   |
| * Continuació de Jungle no Ōja Tar-chan♡ |                                 |                    |                                     |

## 1991~2000
| Manga                                         | Japonés                              | Serialització      | Autor/s                                               |
| --------------------------------------------- | ------------------------------------ | ------------------ | ----------------------------------------------------- |
| Moeru! Onī-san 2 *                            | 燃える！お兄さん2                    | 1991 #11~#34       | Tadashi Satō                                          |
| Chōkidō Bōhatsu Shūkyū Yarō: Libero no Takeda | 超機動暴発蹴球野郎 リベロの武田      | 1991 #13~1992 #50  | Makoto Niwano                                         |
| Outer Zone -Parte 1-                          | アウターゾーン                       | 1991 #14~#24       | Shin Mitsuhara                                        |
| Pennant Race: Yamada Taichi no Kiseki         | ペナントレース やまだたいちの奇蹟    | 1991 #25~1994 #3·4 | Kōji Koseki                                           |
| Time Walker Rei                               | タイムウォーカー零                   | 1991 #26~#48       | Yūki Hidaka                                           |
| Don Vulcan: Seinaru Otoko no Densetsu         | ドン・ボルカン -聖なる男の伝説-      | 1991 #27~#38       | Ryūji Tsugihara                                       |
| F no Senkō: Ayrton Senna no Chōsen!!          | Fの閃光 -アイルトン・セナの挑戦！！- | 1991 #35~#51       | Kōyū Nishimura, Katsuyasu Nagasawa & Hirohisa Onikubo |
| Ten'yori Takaku!                              | 天より高く！                         | 1991 #40~1992 #8   | Yūko Asami                                            |
| Tengai-kun no Kareinaru Nayami                | 天外君の華麗なる悩み                 | 1991 #41~1992 #6   | Shō Makura                                            |
| Tennenshoku Danji Buray                       | 天然色男児BURAY                      | 1991 #50~1992 #12  | Kazuki Takahashi, como Kazumasa Takahashi             |
| Outer Zone -Parte 2-                          | アウターゾーン                       | 1991 #51~1994 #15  | Shin Mitsuhara                                        |
| Majin Bōkentan Lamp Lamp                      | 魔神冒険譚 ランプ・ランプ            | 1991 #52~1992 #25  | Fujinobu Izumi & Takeshi Obata                        |
| * Continuació de Moeru! Onī-san               |                                      |                    |                                                       |

| Manga                                               | Japonés                                   | Serialització     | Autor/s                         |
| --------------------------------------------------- | ----------------------------------------- | ----------------- | ------------------------------- |
| Change Up!!                                         | チェンジUP!!                              | 1992 #12~#33      | Shinji Imaizumi                 |
| MonMonMon                                           | モンモンモン                              | 1992 #13~1993 #50 | Tsunomaru                       |
| Yagyū Reppūken Ren'ya                               | 柳生烈風剣連也                            | 1992 #14~#24      | Takashi Noguchi                 |
| Bakuhatsu! Uchū Kuma-san, Tāta Bear & Kikuchiyo-kun | 爆発！宇宙クマさんタータ・ベア&菊千代くん | 1992 #18~#39      | Tadashi Satō                    |
| Baramon no Kazoku                                   | 瑪羅門の家族                              | 1992 #25~1993 #12 | Akira Miyashita                 |
| Hareluya *                                          | HARELUYA                                  | 1992 #26~#35      | Haruto Umezawa                  |
| Bon Bon Zakakō Kōen Geki-bu                         | ボンボン坂高校演劇部                      | 1992 #34~1995 #30 | Yutaka Takahashi                |
| Silent Knight Shō                                   | SILENT KNIGHT翔                           | 1992 #35~#48      | Masami Kurumada                 |
| Ō-Zumō Deka                                         | 大相撲刑事                                | 1992 #40~#49      | Gachontarō                      |
| Chibi                                               | CHIBI                                     | 1992 #41~1993 #45 | Yōichi Takahashi                |
| Kyūkyoku!! Hentai Kamen                             | 究極！！変態仮面                          | 1992 #42~1993 #46 | Keishū Ando                     |
| Hareluya II Boy                                     | HARELUYA II BØY -ボーイ-                  | 1992 #50~1999 #9  | Haruto Umezawa                  |
| Psycho+                                             | PSYCHO+                                   | 1992 #52~1993 #11 | Ryū Fujisaki                    |
| Chikarabito Densetsu: Oni wo Tsugumono              | 力人伝説 -鬼を継ぐ者-                     | 1992 #52~1993 #23 | Masaru Miyazaki & Takeshi Obata |
| * Continua com Hareluya II Bøy                      |                                           |                   |                                 |
| ** Continuació de Hareluya                          |                                           |                   |                                 |

| Manga                                    | Japonés                                     | Serialització        | Autor/s                           |
| ---------------------------------------- | ------------------------------------------- | -------------------- | --------------------------------- |
| FireSnow no Kaze                         | ファイアスノーの風                          | 1993 #13~#24         | Eihō Sugine, como Hideaki Matsune |
| Genshoku Chōjin Paintman                 | 原色超人PAINTMAN                            | 1993 #14~#25         | Fumihiko Ōta                      |
| Vice                                     | VICE -ヴァイス-                             | 1993 #25~#34         | Yoshihiro Yanagawa                |
| Ninku -Parte 1-                          | NINKU -忍空-                                | 1993 #26~1994 #30    | Kōji Kiriyama                     |
| Komore-bi no Moto de...                  | こもれ陽の下で…                             | 1993 #31~1994 #5·6   | Tsukasa Hōjō                      |
| Tottemo! Luckyman                        | とっても！ラッキーマン                      | 1993 #35~1997 #30    | Hiroshi Gamō                      |
| DNA² ~Dokokade Nakushita Aitsu no Aitsu~ | D・N・A² 〜何処かで失くしたあいつのアイツ〜 | 1993 #36·37~1994 #29 | Masakazu Katsura                  |
| Jigoku Sensei Nu~be~                     | 地獄先生ぬ〜べ〜                            | 1993 #38~1999 #24    | Shō Makura & Takeshi Okano        |
| Neural Network Melinda♡Fight             | ニューラル ネットワーク ミリンダ♡ファイト   | 1993 #47~1994 #7     | Tadashi Satō                      |
| Chōdokyū Senshi Justice                  | 超弩級戦士ジャスティス                      | 1993 #48~1994 #11    | Kazutoshi Yamane                  |

| Manga                                        | Japonés                                   | Serialtizació        | Autor/s                                                   |
| -------------------------------------------- | ----------------------------------------- | -------------------- | --------------------------------------------------------- |
| Kurayami wo Buttobase!                       | 暗闇をぶっとばせ！                        | 1994 #2~#16          | Masaru Miyazaki, como Hirofumi Miyazaki & Shinji Imaizumi |
| Bomber Girl                                  | BOMBER GIRL                               | 1994 #7~#17          | Makoto Niwano                                             |
| Midoriyama Police Gang                       | 翠山ポリスギャング                        | 1994 #8~#28          | Shinobu Kaitani                                           |
| Jigoku Senshi Maō                            | 地獄戦士魔王                              | 1994 #9~#38          | Makoto Karibe                                             |
| Kagemusha Tokugawa Ieyasu                    | 影武者徳川家康                            | 1994 #12~1995 #13    | Keiichirō Ryū, Shō Aikawa & Tetsuo Hara                   |
| Ō-sama wa Roba ~Hattari Teikoku no Gyakushū~ | 王様はロバ〜はったり帝国の逆襲〜          | 1994 #17~1996 #52    | Kokichi Naniwa                                            |
| Captain Tsubasa: World Youth-hen *           | キャプテン翼 ワールドユース編             | 1994 #18~1997 #37·38 | Yōichi Takahashi                                          |
| Rurōni Kenshin: Meiji Kenkaku Romantan       | るろうに剣心 -明治剣客浪漫譚-             | 1994 #19~1999 #43    | Nobuhiro Watsuki                                          |
| Manyūki ~Babā to Awarenage Boku-tachi~       | まんゆうき 〜ばばあとあわれなげぼくたち〜 | 1994 #29~#50         | Man☆gatarō                                                |
| Fukashigi Dōkitan                            | 不可思議堂奇譚                            | 1994 #30~#39         | Koichi Endo                                               |
| Ultra★Eleven                                 | うるとら★イレブン                         | 1994 #31~#41         | Tatsuya Watanabe & Ten'ya Yabuno                          |
| Yatsu no Na wa Maria                         | 奴の名はMARIA                             | 1994 #40~#48         | Munenori Michimoto                                        |
| Tōkyō Hanzai Monogatari: Bosatsu to Fudō     | 東京犯罪物語 -菩薩と不動-                 | 1994 #41~#49         | Makoto Iwasaki & Ryūji Tsugihara                          |
| Bakudan                                      | BAKUDAN                                   | 1994 #42~1995 #8     | Akira Miyashita                                           |
| Rash!!                                       | RASH!!                                    | 1994 #43~1995 #9     | Tsukasa Hōjō                                              |
| Midori no Makibaō                            | みどりのマキバオー                        | 1994 #50~1998 #9     | Tsunomaru                                                 |
| Ninku -Parte 2-                              | NINKU -忍空-                              | 1994 #51~1995 #38    | Kōji Kiriyama                                             |
| Mind Assassin                                | MIND ASSASSIN                             | 1994 #52~1995 #29    | Hajime Kazu                                               |
| * Seqüela de Captain Tsubasa                 |                                           |                      |                                                           |

| Manga                                               | Japonés                                       | Serialització      | Autor/s                                           |
| --------------------------------------------------- | --------------------------------------------- | ------------------ | ------------------------------------------------- |
| Hisoka♥Returns!                                     | 密♥リターンズ！                               | 1995 #10~1996 #19  | Ken Yagami                                        |
| Jin'nai Ryū Jūjutsu Butōden: Majima-kun Suttobasu!! | 陣内流柔術武闘伝 真島クンすっとばす！！       | 1995 #11~1998 #8   | Makoto Niwano                                     |
| Genki Yadetsu                                       | 元気やでっ                                    | 1995 #14~#24       | Mamoru Tsuchiya, Ryūji Tsugihara & Junji Yamamoto |
| Takeki Ryūsei                                       | 猛き龍星                                      | 1995 #21·22~#48    | Tetsuo Hara                                       |
| Karakurizōshi Ayatsuri Sakon                        | 人形草紙あやつり左近                          | 1995 #23~1996 #1   | Masaru Miyazaki, como Sharakumaro & Takeshi Obata |
| Ryūdō no Sieg                                       | 竜童のシグ                                    | 1995 #24~#36·37    | Takashi Noguchi                                   |
| Shadow Lady                                         | SHADOW LADY                                   | 1995 #31~1996 #2   | Masakazu Katsura                                  |
| Motor Commando Guy                                  | モートゥル・コマンドーGUY                     | 1995 #32~#44       | Shin'ichi Sakamoto                                |
| Hoshi wo Tsugumono                                  | 惑星をつぐ者                                  | 1995 #41~#49       | Takanobu Toda                                     |
| Level E *                                           | レベルE                                       | 1995 #42~1997 #3·4 | Yoshihiro Togashi                                 |
| Mizu no Tomodachi Kappāman                          | 水のともだちカッパーマン                      | 1995 #45~1996 #30  | Masaya Tokuhiro                                   |
| Kaosu Kanburiya                                     | かおす寒鰤屋                                  | 1995 #51~1996 #9   | Ton Ōkawara                                       |
| Sexy Commando Gaiden: Sugoi yo!! Masaru-san         | セクシーコマンドー外伝 すごいよ！！マサルさん | 1995 #52~1997 #40  | Kyōsuke Usuta                                     |
| * Serialitzat mensualment                           |                                               |                    |                                                   |

| Manga                        | Japonés                 | Serialització      | Autor/s                                                |
| ---------------------------- | ----------------------- | ------------------ | ------------------------------------------------------ |
| Wild Half                    | WILD HALF               | 1996 #3·4~1998 #52 | Yūko Asami                                             |
| Oni ga Kitarite              | 鬼が来たりて            | 1996 #5·6~#18      | Gin Shinga                                             |
| Makuhari                     | 幕張                    | 1996 #11~1997 #49  | Yasuaki Kita                                           |
| Shin Kōen-dan Shinshiroku    | 神光援団紳士録          | 1996 #12~#29       | Yasuteru Iwata                                         |
| Diamond                      | ダイヤモンド            | 1996 #21~#39       | Yoshihiro Yanagawa                                     |
| K.O. Masatome                | K.O.マサトメ            | 1996 #22·23~#40    | Tatsunosuke Sonoda                                     |
| Hōshin Engi                  | 封神演義                | 1996 #28~2000 #47  | Ryū Fujisaki                                           |
| Doruhira                     | ドルヒラ                | 1996 #32~#46       | Yukihiro Inoue                                         |
| Shinri Sōsa-kan Kusanagi Aoi | 心理捜査官 草薙葵       | 1996 #33~1997 #5·6 | Ken'ichirō Nakamaru, Mori Takashimi & Kaoru Tsukishima |
| Yū☆Gi☆Ō                      | 遊☆戯☆王                | 1996 #42~2004 #15  | Kazuki Takahashi                                       |
| Majīyokko ViVian             | 魔女娘ViVian            | 1996 #49~1997 #43  | Yukata Takahashi                                       |
| Be Takuto!! ~Yaban Nare~     | BE TAKUTO!!〜野蛮なれ〜 | 1996 #50~1997 #19  | Takashi Noguchi                                        |

| Manga | Japonés                     | Serialització         | Autor/s                |
| --- | --------------------------- | --------------------- | ---------------------- |
| Tokimecha                                                                                                   | TOKIMECHA                   | 1997 #3·4~#7          | Akira Toriyama         |
| Bastard!! Ankoku no Hakai-shin *                                                                            | BASTARD!! -暗黒の破壊神-    | 1997 #5·6~2000 #36·37 | Kazushi Hagiwara       |
| Watashi no Kaeru-sama                                                                                       | 私のカエル様                | 1997 #10~#22·23       | Yūki Kawashima         |
| Hanasaka Tenshi TenTen-kun                                                                                  | 花さか天使テンテンくん      | 1997 #11~2000 #30     | Kazumata Oguri         |
| Butsu Zone                                                                                                  | 仏ゾーン                    | 1997 #12~#31          | Hiroyuki Takei         |
| I"s | I"s                         | 1997 #19~2000 #24     | Masakazu Katsura       |
| Wrestling With Momoko                                                                                       | Wrestling with もも子       | 1997 #20~#39          | Masaya Tokuhiro        |
| Merry Wind                                                                                                  | Merry Wind                  | 1997 #21~#32          | Junji Yamamoto         |
| Joker | JOKER                       | 1997 #32~#47          | Kazutoshi Yamane       |
| Seikimatsu Leader-den Takeshi!                                                                              | 世紀末リーダー伝たけし！    | 1997 #33~2002 #37·38  | Mitsutoshi Shimabukuro |
| One Piece                                                                                                   | ONE PIECE                   | 1997 #34~Present      | Eiichirō Oda           |
| Cool: Rental Bodyguard                                                                                      | COOL -RENTAL BODYGUARD-     | 1997 #40~1998 #7      | Takeshi Konomi         |
| Kirin ~The Last Unicorn~                                                                                    | きりん 〜The Last Unicorn〜 | 1997 #41~1998 #10     | Ken Yagami             |
| Cowa! | COWA!                       | 1997 #48~1998 #15     | Akira Toriyama         |
| Meiryō-tei Gotō Seijūrō                                                                                     | 明稜帝 梧桐勢十郎           | 1997 #52~1999 #52·53  | Hajime Kazu            |
| * Retorna des dels especials de temporada de la Jump ~ Serialitzat mensualment ~ Transferit a la Ultra Jump |                             |                       |                        |

| Manga                                                 | Japonés              | Serialització     | Autor/s            |
| ----------------------------------------------------- | -------------------- | ----------------- | ------------------ |
| Ga-Row                                                | 画-ROW               | 1998 #1~#11       | Akitsugu Mizumoto  |
| Rookies                                               | ROOKIES              | 1998 #10~2003 #39 | Masanori Morita    |
| Shōnen Tantei Q                                       | 少年探偵Q            | 1998 #11~#26      | Enjin & Gin Shinga |
| Kappa Revolution                                      | 河童レボリューション | 1998 #12~#32      | Sekichō Gizantei   |
| Whistle! *                                            | ホイッスル！         | 1998 #13~2002 #45 | Daisuke Higuchi    |
| Hunter × Hunter **                                    | HUNTER×HUNTER        | 1998 #14~Present  | Yoshihiro Togashi  |
| Shaman King                                           | シャーマンキング     | 1998 #31~2004 #40 | Hiroyuki Takei     |
| Kajika                                                | カジカ               | 1998 #32~#44      | Akira Toriyama     |
| Base Boys                                             | Base Boys            | 1998 #33~#51      | Makoto Niwano      |
| Boku wa Shōnen Tantei-dan♪♪                           | 僕は少年探偵ダン♪♪   | 1998 #43~1999 #11 | Hiroshi Gamō       |
| Rising Impact *                                       | ライジングインパクト | 1998 #52~2002 #12 | Nakaba Suzuki      |
| * Finalitzat en la Akamaru Jump                       |                      |                   |                    |
| ** Serialitzat irregularment entre hiatus des de 2006 |                      |                   |                    |

| Manga                             | Japonés                       | Serialització         | Autor/s                         |
| --------------------------------- | ----------------------------- | --------------------- | ------------------------------- |
| Shinkaigyo                        | 身海魚 -SHINKAIGYO-           | 1999 #1~#12           | Kanako Tanaka                   |
| Hikaru no Go                      | ヒカルの碁                    | 1999 #2·3~2003 #22·23 | Yumi Hotta & Takeshi Obata      |
| Yamato Gensōki                    | 邪馬台幻想記                  | 1999 #12~#29          | Kentarō Yabuki                  |
| Shūkyū-den: Field no Ōkami FW-jin | -蹴球伝-フィールドの狼 FW陣！ | 1999 #13~#30          | Yōichi Takahashi                |
| Daikō Ō: Dice King                | 大好王 -ダイスキング-         | 1999 #14~#31          | Munenori Michimoto              |
| Bushizawa Receive                 | 武士沢レシーブ                | 1999 #18~#40          | Kyōsuke Usuta                   |
| Mach Head                         | マッハヘッド                  | 1999 #19~#32          | Hidebu Takahashi                |
| SurviBee                          | サバイビー                    | 1999 #31~#51          | Tsunomaru                       |
| Tennis no Ōji-sama                | テニスの王子様                | 1999 #32~2008 #14     | Takeshi Konomi                  |
| Childragon                        | CHILDRAGON                    | 1999 #33~#45          | Naoki Azuma, como Keishin Azuma |
| Zombie Powder                     | ZOMBIEPOWDER.                 | 1999 #34~2000 #11     | Kubotite                        |
| Naruto                            | NARUTO -ナルト-               | 1999 #43~2014 #50     | Masashi Kishimoto               |
| Romancers                         | Romancers                     | 1999 #44~2000 #12     | Yūko Asami                      |

| Manga                                                                 | Japonés                                 | Serialització        | Autor/s                     |
| --------------------------------------------------------------------- | --------------------------------------- | -------------------- | --------------------------- |
| JoJo no Kimyō na Bōken: Stone Ocean *                                 | ジョジョの奇妙な冒険 ストーンオーシャン | 2000 #1~2003 #19     | Hirohiko Araki              |
| Bremen                                                                | 無頼男 -ブレーメン-                     | 2000 #2~2001 #41     | Haruto Umezawa              |
| Tsurikkīzu Pintarō                                                    | ツリッキーズピン太郎                    | 2000 #12~#31         | Shō Makura & Takeshi Okano  |
| Sanjūshi                                                              | 三獣士                                  | 2000 #13~#32         | Kanako Tanaka               |
| Sandland                                                              | SANDLAND                                | 2000 #23~#36·37      | Akira Toriyama              |
| Normandy Himitsu Club                                                 | ノルマンディーひみつ倶楽部              | 2000 #24~2001 #20    | Mikio Itō                   |
| Black Cat                                                             | BLACK CAT                               | 2000 #32~2004 #29    | Kentarō Yabuki              |
| Kaiser Spike                                                          | カイゼルスパイク                        | 2000 #33~#46         | Yūsuke Takeyama             |
| Rocket de Tsukinukero!                                                | ロケットでつきぬけろ！                  | 2000 #34~#44         | Katsunori Matsui, como Kiyu |
| Pyū to Fuku! Jaguar                                                   | ピューと吹く！ジャガー                  | 2000 #38~2010 #38    | Kyōsuke Usuta               |
| Junjō Pine                                                            | 純情パイン                              | 2000 #47~2001 #9     | Namie Odama                 |
| Lilim Kiss                                                            | りりむキッス                            | 2000 #48~2001 #21·22 | Mizuki Kawashita            |
| Bakabakashī no!                                                       | バカバカしいの！                        | 2000 #49~2001 #10    | Hiroshi Gamō                |
| * Continuació de JoJo no Kimyō na Bōken ~ Continua com Steel Ball Run |                                         |                      |                             |

## 2001~2010
| Manga                                      | Japonés                | Serialització        | Autor/s          |
| ------------------------------------------ | ---------------------- | -------------------- | ---------------- |
| Gun Blaze West                             | GUN BLAZE WEST         | 2001 #2~#35          | Nobuhiro Watsuki |
| Jūshin: Ikari Torajirō                     | 重臣 猪狩虎次郎        | 2001 #11~#34         | Tsunomaru        |
| BoBoBō-Bo Bō-BoBo *                        | ボボボーボ・ボーボボ   | 2001 #12~2005 #50    | Yoshio Sawai     |
| Mr. Fullswing                              | Mr.FULLSWING           | 2001 #23~2006 #23    | Shin'ya Suzuki   |
| Karasu-Man                                 | 鴉MAN                  | 2001 #24~#40         | Hajime Kazu      |
| Magician²                                  | 魔術師²                | 2001 #35~#51         | Takeshi Okano    |
| Bleach                                     | BLEACH                 | 2001 #36·37~2016 #38 | Kubotite         |
| I'm A Faker!                               | I'm A Faker!           | 2001 #42~#52         | Kazuya Yamamoto  |
| Gran Bagan                                 | グラン・バガン         | 2001 #43~2002 #1     | Kazushige Yamada |
| Mononoke! Nyantarō                         | もののけ！にゃんタロー | 2001 #51~2002 #11    | Kazumata Oguri   |
| Sowaka                                     | ソワカ                 | 2001 #52~2002 #24    | Naoki Azuma      |
| * Continua com Shinsetsu BoBoBō-Bo Bō-BoBo |                        |                      |                  |

| Manga                 | Japonés            | Serialització     | Autor/s                          |
| --------------------- | ------------------ | ----------------- | -------------------------------- |
| Sakuratetsu Taiwa-hen | サクラテツ対話篇   | 2002 #1~#21       | Ryū Fujisaki                     |
| Akkera Kanjin-chō     | あっけら貫刃帖     | 2002 #11~#22·23   | Yuki Kobayashi                   |
| Ichigo 100%           | いちご100%         | 2002 #12~2005 #35 | Mizuki Kawashita                 |
| Shōnen Esper Nejime   | 少年エスパーねじめ | 2002 #13~#33      | Namie Odama                      |
| Pretty Face           | プリティフェイス   | 2002 #24~2003 #28 | Yasuhiro Kanō                    |
| Number 10             | NUMBER10           | 2002 #25~#34      | Katsunori Matsui, como Kiyu      |
| Eyeshield 21          | アイシールド21     | 2002 #34~2009 #29 | Riichirō Inagaki & Yūsuke Murata |
| Sword Breaker         | SWORD BREAKER      | 2002 #35~#51      | Haruto Umezawa                   |
| A·O·N                 | A・O・N            | 2002 #44~2003 #1  | Munenori Michimoto               |
| Ultra Red             | Ultra Red          | 2002 #45~2003 #29 | Nakaba Suzuki                    |

| Manga                               | Japonés                      | Serialització        | Autor/s                        |
| ----------------------------------- | ---------------------------- | -------------------- | ------------------------------ |
| Granada: Kyūkyoku Kagaku Tanken-tai | グラナダ -究極科学探検隊-    | 2003 #1~#16          | Mikio Itō                      |
| Tattoo Hearts                       | TATTOO HEARTS                | 2003 #2~#17          | Osamu Kajisa                   |
| Yamikami Kō ~Kurayami ni Dokkiri!~  | 闇神コウ〜暗闇にドッキリ！〜 | 2003 #18~#35         | Kimiya Kaji                    |
| ★Santa!★                            | ★SANTA!★                     | 2003 #19~#31         | Kengo Kurando                  |
| Kicks Megamix                       | キックス メガミックス        | 2003 #28~#41         | Masayuki Yoshikawa             |
| Gotchan Desu!!                      | ごっちゃんです！！           | 2003 #29~2004 #16    | Tsunomaru                      |
| Busō Renkin *                       | 武装錬金                     | 2003 #30~2005 #21·22 | Nobuhiro Watsuki               |
| Kanagawa Isonan Fūtengumi           | 神奈川磯南風天組             | 2003 #31~#51         | Hajime Kazu                    |
| Sengoku Rappa-den Sasori            | 戦国乱破伝サソリ             | 2003 #41~#52         | Tōru Uchimizu                  |
| Thoroughbred to Yobanai de          | サラブレッドと呼ばないで     | 2003 #42~2004 #2     | Hisayo Hasegawa & Kōhei Fujino |
| Kannade                             | 神撫手                       | 2003 #43~2004 #3     | Takeo Horibe                   |
| * Finalitzat en la Akamaru Jump     |                              |                      |                                |

| Manga                                                                             | Japonés                            | Serialització        | Autor/s                             |
| --------------------------------------------------------------------------------- | ---------------------------------- | -------------------- | ----------------------------------- |
| Death Note                                                                        | DEATH NOTE                         | 2004 #1~2006 #24     | Tsugumi Ōba & Takeshi Obata         |
| Gintama                                                                           | 銀魂                               | 2004 #2~2018 #42     | Hideaki Sorachi                     |
| Live                                                                              | LIVE                               | 2004 #3~#14          | Haruto Umezawa                      |
| Steel Ball Run *                                                                  | スティール・ボール・ラン           | 2004 #8~#47          | Hirohiko Araki                      |
| Mikakunin Shōnen Gedō                                                             | 未確認少年ゲドー                   | 2004 #15~2005 #12    | Takeshi Okano                       |
| Muteki Tekki Spin-chan                                                            | 無敵鉄姫スピンちゃん               | 2004 #16~#27         | Amon Dai                            |
| Shōnen Guardian                                                                   | 少年守護神                         | 2004 #17~#28         | Naoki Azuma                         |
| Katekyō Hitman Reborn!                                                            | 家庭教師ヒットマンREBORN!          | 2004 #26~2012 #50    | Akira Amano                         |
| D.Gray-man **                                                                     | D.Gray-man                         | 2004 #27~2009 #22·23 | Katsura Hoshino                     |
| Chijō Saisoku Seishun Takkyu Shōnen Pūyan                                         | 地上最速青春卓球少年ぷーやん       | 2004 #28~#41         | Ken'ichi Kiriki, como Bonken Kiriki |
| WāqWāq                                                                            | ワークワーク                       | 2004 #40~2005 #23    | Ryū Fujisaki                        |
| Muhyo to Rōji no Mahōritsu Sōdan Jimusho                                          | ムヒョとロージーの魔法律相談事務所 | 2004 #53~2008 #14    | Yoshiyuki Nishi                     |
| * Continuació de JoJo no Kimyō na Bōken: Stone Ocean ~ Transferit a la Ultra Jump |                                    |                      |                                     |
| ** Transferit a la Jump SQ                                                        |                                    |                      |                                     |

| Manga                                   | Japonés                 | Serialització     | Autor/s                 |
| --------------------------------------- | ----------------------- | ----------------- | ----------------------- |
| Yūto                                    | ユート                  | 2005 #11~#32      | Yumi Hotta & Kei Kawano |
| Majin Tantei Nōgami Neuro               | 魔人探偵脳噛ネウロ      | 2005 #12~2009 #21 | Yūsei Matsui            |
| Kain                                    | カイン                  | 2005 #24~#43      | Tōru Uchimizu           |
| Takaya: Senbu Gakuen Gekitōden *        | タカヤ -閃武学園激闘伝- | 2005 #25~2006 #12 | Yūjirō Sakamoto         |
| Kiri Hōshi                              | 切法師                  | 2005 #26~#44      | Yūki Nakashima          |
| Mieru Hito                              | みえるひと              | 2005 #33~2006 #42 | Toshiaki Iwashiro       |
| Taizō Mote King Sāga                    | 太臓もて王サーガ        | 2005 #34~2007 #24 | Amon Dai                |
| Beshari Gurashi **                      | べしゃり暮らし          | 2005 #44~2006 #30 | Masanori Morita         |
| Ōdorobō Porta                           | 大泥棒ポルタ            | 2005 #45~2006 #9  | Kazuki Kitashima        |
| * Continua com Takaya: Yoake no Enjin Ō |                         |                   |                         |
| ** Transferit a la Young Jump           |                         |                   |                         |

| Manga                                            | Japonés                      | Serialització        | Autor/s                      |
| ------------------------------------------------ | ---------------------------- | -------------------- | ---------------------------- |
| Shinsetsu BoBoBō-Bo Bō-BoBo *                    | 真説ボボボーボ・ボーボボ     | 2006 #3~2007 #31     | Yoshio Sawai                 |
| Tsugihagi Hyōryūsakka                            | ツギハギ漂流作家             | 2006 #10~#32         | Kōhei Nishi                  |
| Maison Du Penguin                                | メゾン・ド・ペンギン         | 2006 #11~2007 #24    | Kōji Ōishi                   |
| Takaya: Yoake no Enjin Ō **                      | タカヤ -夜明けの炎刃王-      | 2006 #13~#26         | Yūjirō Sakamoto              |
| Nazo no Murasame-kun                             | 謎の村雨くん                 | 2006 #20~#43         | Mikio Itō                    |
| To Love-Ru                                       | To LOVEる -とらぶる-         | 2006 #21·22~2009 #40 | Saki Hasemi & Kentarō Yabuki |
| M×0                                              | エム×ゼロ                    | 2006 #23~2008 #25    | Yasuhiro Kanō                |
| Over Time                                        | OVER TIME                    | 2006 #33~#52         | Yōichi Amano                 |
| Zan                                              | 斬                           | 2006 #34~#52         | Naoya Sugita                 |
| P2! Let's Play Pingpong ***                      | P2! - Let's Play Pingpong! - | 2006 #43~2007 #52    | Tatsuma Ejiri                |
| Hand's                                           | HAND'S -ハンズ-              | 2006 #44~2007 #1     | Yūichi Itakura               |
| * Continuació de BoBoBō-Bo Bō-BoBo               |                              |                      |                              |
| ** Continuació de Takaya: Senbu Gakuen Gekitōden |                              |                      |                              |
| *** Finalitzat en la Akamaru Jump                |                              |                      |                              |

| Manga                        | Japonés                 | Serialització     | Autor/s                       |
| ---------------------------- | ----------------------- | ----------------- | ----------------------------- |
| Blue Dragon RalΩGrad         | BLUE DRAGON ラルΩグラド | 2007 #1~#32       | Tsuneo Takano & Takeshi Obata |
| Contractors M&Y              | 神力契約者M&Y           | 2007 #2~#13       | Akira Akatsuki                |
| Jūki Ningen Jumbor           | 重機人間ユンボル        | 2007 #3~#14       | Hiroyuki Takei                |
| Samurai Usagi                | サムライうさぎ          | 2007 #14~2008 #33 | Teppei Fukushima              |
| Volleyball Tsukai Gōdagō     | バレーボール使い 郷田豪 | 2007 #15~#39      | Ichirō Takahashi              |
| Boku no Watashi no Yūshagaku | ぼくのわたしの勇者学    | 2007 #24~2008 #35 | Shūichi Asō                   |
| Hitomi no Catoblepas         | 瞳のカトブレパス        | 2007 #25~#40      | Yasuki Tanaka                 |
| Belmonde Le VisiteuR         | ベルモンド Le VisiteuR  | 2007 #32~#51      | Shōei Ishioka                 |
| Sket Dance                   | SKET DANCE              | 2007 #33~2013 #32 | Kenta Shinohara               |
| Hatsukoi Limited             | 初恋限定。              | 2007 #44~2008 #26 | Mizuki Kawashita              |

| Manga                            | Japonés                  | Serialització           | Autor/s                     |
| -------------------------------- | ------------------------ | ----------------------- | --------------------------- |
| Psyren                           | PSYЯEN -サイレン-        | 2008 #1~2010 #52        | Toshiaki Iwashiro           |
| K.O.Sen                          | K.O.SEN                  | 2008 #2~#15             | Katsutoshi Murase           |
| Muddy                            | MUDDY                    | 2008 #3~#16             | Shō Aimoto                  |
| Shiritsu Poseidon Gakuen Kōtō-bu | 私立ポセイドン学園高等部 | 2008 #4·5~#24           | Shin'ichirō Ōe              |
| Nurarihyon no Mago *             | ぬらりひょんの孫         | 2008 #15~2012 #30       | Hiroshi Shībashi            |
| Bari Haken                       | バリハケン               | 2008 #16~#52            | Shin'ya Suzuki              |
| Double Arts                      | ダブルアーツ             | 2008 #17~#41            | Naoshi Komi                 |
| Hetappi Manga Kenkyūjo R **      | ヘタッピマンガ研究所R    | 2008 #22·23~2010 #24    | Yūsuke Murata               |
| Toriko                           | トリコ                   | 2008 #25~2016 #51       | Mitsutoshi Shimabukuro      |
| Dogashi Kaden!                   | どがしかでん！           | 2008 #27~#40            | Kōsuke Hamada               |
| Bakuman                          | バクマン。               | 2008 #37·38~2012 #21·22 | Tsugumi Ōba & Takeshi Obata |
| Inumaru Dashi                    | いぬまるだしっ           | 2008 #39~2012 #27       | Kōji Ōishi                  |
| Chagecha                         | チャゲチャ               | 2008 #42~#49            | Yoshio Sawai                |
| Asklepios                        | アスクレピオス           | 2008 #43~2009 #11       | Tōru Uchimizu               |
| * Finalitzat en la Jump Next!    |                          |                         |                             |
| ** Serialitzat mensualment       |                          |                         |                             |

| Manga                                        | Japonés                               | Serialització        | Autor/s                    |
| -------------------------------------------- | ------------------------------------- | -------------------- | -------------------------- |
| Meister                                      | マイスター                            | 2009 #1~#12          | Kimiya Kaji                |
| Kuroko no Basket                             | 黒子のバスケ                          | 2009 #2~2014 #40     | Tadatoshi Fujimaki         |
| Bokke-san                                    | ぼっけさん                            | 2009 #3~#22·23       | Yoshiyuki Nishi            |
| Beelzebub                                    | べるぜバブ                            | 2009 #13~2014 #13    | Ryūhei Tamura              |
| Hoopmen                                      | フープメン                            | 2009 #14~#31         | Yukinori Kawaguchi         |
| Medaka Box                                   | めだかボックス                        | 2009 #24~2013 #22·23 | NisiOisiN & Akira Akatsuki |
| Akaboshi: Ibun Suikoden                      | AKABOSHI -異聞水滸伝-                 | 2009 #25~#49         | Yōichi Amano               |
| Ane Doki                                     | あねどきっ                            | 2009 #32~2010 #7     | Mizuki Kawashita           |
| Kagijin                                      | 鍵人 -カギジン-                       | 2009 #33~#50         | Yasuki Tanaka              |
| Wasshoi! Wajimania                           | わっしょい！わじマニア                | 2009 #34~#51         | Satoshi Wajima             |
| Hokenshitsu no Shinigami *                   | 保健室の死神                          | 2009 #41~2011 #29    | Shō Aimoto                 |
| Kashikoi Ken Rilienthal                      | 賢い犬リリエンタール                  | 2009 #42~2010 #23    | Daisuke Ashihara           |
| Neko Wappa!                                  | ねこわっぱ！                          | 2009 #50~2010 #11    | Naoya Matsumoto            |
| Shinseiki Idol Densetsu: Kanata Seven Change | 新世紀アイドル伝説 彼方セブンチェンジ | 2009 #51~2010 #12    | Shūichi Asō                |
| * Finalitzat en la Jump Next!                |                                       |                      |                            |

| Manga                                 | Japonés                      | Serialització     | Autor/s           |
| ------------------------------------- | ---------------------------- | ----------------- | ----------------- |
| Lock On!                              | LOCK ON!                     | 2010 #12~#30      | Kenta Tsuchida    |
| Kiben Gakuha Yotsuya-senpai no Kaidan | 詭弁学派、四ッ谷先輩の怪談。 | 2010 #13~#31      | Haruichi Furudate |
| Metallica Metalluca                   | メタリカメタルカ             | 2010 #24~#41      | Teruaki Mizuno    |
| Shōnen Shikku                         | 少年疾駆                     | 2010 #25~#40      | Yūto Tsukuda      |
| Swot                                  | SWOT                         | 2010 #31~#51      | Naoya Sugita      |
| Ōmagadoki Dōbutsuen                   | 逢魔ヶ刻動物園               | 2010 #32~2011 #19 | Kōhei Horikoshi   |
| ǝnígmǝ [Enigma] *                     | ǝnígmǝ【エニグマ】           | 2010 #41~2011 #47 | Kenji Sakaki      |
| Light Wing                            | LIGHT WING                   | 2010 #42~2011 #12 | Hideo Shinkai     |
| * Finalitzat en la Jump Next!         |                              |                   |                   |

## 2011~Present
| Manga                            | Japonés                  | Serialització        | Autor/s                            |
| -------------------------------- | ------------------------ | -------------------- | ---------------------------------- |
| Dois Sol                         | DOIS SOL                 | 2011 #11~#28         | Katsutoshi Murase                  |
| Märchen Ōji Grimm                | メルヘン王子グリム       | 2011 #12~#30         | Kizuku Watanabe                    |
| Magico *                         | magico                   | 2011 #13~2012 #31    | Naoki Iwamoto                      |
| Sengoku Armors                   | 戦国ARMORS               | 2011 #14~#31         | Shōta Sakaki                       |
| Kikai Banashi: Hanasaka Ikkyū    | 奇怪噺 花咲一休          | 2011 #23~#38         | Kenta Komiyama & Yūya Kawada       |
| ST&RS                            | ST&RS -スターズ-         | 2011 #30~2012 #20    | Ryōsuke Takeuchi & Masaru Miyokawa |
| Kagami no Kuni no Harisugawa     | 鏡の国の針栖川           | 2011 #31~2012 #11    | Yasuhiro Kanō                      |
| Kurogane                         | クロガネ                 | 2011 #39~2013 #9     | Haruto Ikezawa                     |
| Nisekoi                          | ニセコイ                 | 2011 #48~2016 #36·37 | Naoshi Komi                        |
| Genson! Kodai Seibutsu-shi Packy | 現存！古代生物史パッキー | 2011 #49~2012 #23    | Retsu                              |
| * Finalitzat en la Jump Next!    |                          |                      |                                    |

| Manga                    | Japonés            | Serialització     | Autor/s                           |
| ------------------------ | ------------------ | ----------------- | --------------------------------- |
| Haikyū!!                 | ハイキュー！！     | 2012 #12~Present  | Haruichi Furudate                 |
| Pajama na Kanojo         | パジャマな彼女。   | 2012 #13~#40      | Kōsuke Hamada                     |
| Koisome Momiji           | 恋染紅葉           | 2012 #23~#51      | Tsugirō Sakamoto & Tadahiro Miura |
| Saiki Kusuo no Ψ-nan     | 斉木楠雄のΨ難      | 2012 #24~2018 #13 | Shūichi Asō                       |
| Sensei no Bulge          | 戦星のバルジ       | 2012 #25~#41      | Kōhei Horikoshi                   |
| Koganeiro                | こがねいろ         | 2012 #27~#29      | Takuma Yokota                     |
| Ansatsu Kyōshitsu        | 暗殺教室           | 2012 #31~2016 #16 | Yūsei Matsui                      |
| Takamagahara             | タカマガハラ       | 2012 #32~#49      | Jūzō Kawai                        |
| Retsu!!! Date-senpai     | 烈！！！伊達先パイ | 2012 #41~2013 #10 | Shinsuke Kondō                    |
| Cross Manage             | クロス・マネジ     | 2012 #42~2013 #34 | Kaito                             |
| Hungry Joker             | HUNGRY JOKER       | 2012 #50~2013 #24 | Yūki Tabata                       |
| Shinmai Fukei Kiruko-san | 新米婦警キルコさん | 2012 #51~2013 #25 | Masahiro Hirakata                 |
| Shokugeki no Sōma        | 食戟のソーマ       | 2012 #52~2019     | Yūto Tsukuda & Shun Saeki         |

| Manga                                       | Japonés                          | Serialització     | Autor/s                      |
| ------------------------------------------- | -------------------------------- | ----------------- | ---------------------------- |
| Koisuru Edison                              | 恋するエジソン                   | 2013 #10~#35      | Kizuku Watanabe              |
| World Trigger                               | ワールドトリガー                 | 2013 #11~Present  | Daisuke Ashihara             |
| Soul Catcher(s) *                           | SOUL CATCHER(S)                  | 2013 #24~2014 #31 | Hideo Shinkai                |
| Mutō Black                                  | 無刀ブラック                     | 2013 #25~#36      | Daijirō Nonoue               |
| Smokey B.B.                                 | スモーキーB.B.                   | 2013 #26~#41      | Kenta Komiyama & Yūya Kawada |
| Ginga Patrol Jaco **                        | 銀河パトロール ジャコ            | 2013 #33~#44      | Akira Toriyama               |
| Kurokuroku                                  | クロクロク                       | 2013 #35~#52      | Atsushi Nakamura             |
| Himedol!!                                   | ひめドル！！                     | 2013 #36~#52      | Kazurō Kyō                   |
| Hachi: Tōkyō 23-ku                          | HACHI -東京23宮-                 | 2013 #42~2014 #12 | Yoshiyuki Nishi              |
| Koi no Cupid Yakenohara Jin                 | 恋のキューピッド 焼野原塵        | 2013 #43~2014 #12 | Tomohiro Hasegawa            |
| Isobe Isobee Monogatari ~Ukiyo wa Tsuraiyo~ | 磯部磯兵衛物語〜浮世はつらいよ〜 | 2013 #47~2017 #46 | Ryō Nakama                   |
| * Transferit a la Jump Next!                |                                  |                   |                              |
| ** Preqüela de Dragon Ball                  |                                  |                   |                              |

| Manga                       | Japonés                | Serialització        | Autor/s                          |
| --------------------------- | ---------------------- | -------------------- | -------------------------------- |
| Iron Knight                 | アイアンナイト         | 2014 #1~#18          | Tomohiro Yagi                    |
| Illegal Rare                | ILLEGAL RARE           | 2014 #11~#41         | Hiroshi Shībashi                 |
| iShōjo *                    | i・ショウジョ          | 2014 #12~#32         | Toshinori Takayama               |
| Stealth Symphony **         | ステルス交境曲         | 2014 #13~#33         | Ryōgo Narita & Yōichi Amano      |
| Tokyo Wonder Boys           | TOKYO WONDER BOYS      | 2014 #14~#24         | Kento Shimoyama & Tsunehiro Date |
| Hinomaru Zumō               | 火ノ丸相撲             | 2014 #26~Present     | Kawada                           |
| Sore Ike! Yūgō-kun          | それいけ！融合くん     | 2014 #31~#33         | Shūhei Miyazaki                  |
| Boku no Hero Academia       | 僕のヒーローアカデミア | 2014 #32~Present     | Kōhei Horikoshi                  |
| Mitsukubi Condor            | 三ツ首コンドル         | 2014 #33~#49         | Ryō Ishiyama                     |
| Yoakemono                   | ヨアケモノ             | 2014 #34~#50         | Yūsaku Shibata                   |
| Judos                       | ジュウドウズ           | 2014 #41~2015 #8     | Shinsuke Kondō                   |
| Hi-Fi Cluster               | ハイファイクラスタ     | 2014 #42~2015 #9     | Ippei Gotō                       |
| Sporting Salt               | Sporting Salt          | 2014 #43~2015 #10    | Yūto Kubota                      |
| Moromono no Jijō            | モロモノの事情         | 2014 #46~#48         | Shun Numa                        |
| Takujō no Ageha             | 卓上のアゲハ           | 2014 #51~2015 #22·23 | Itsuki Furuya                    |
| E-Robot                     | E-ROBOT                | 2014 #52~2015 #12    | Ryōhei Yamamoto                  |
| * Transferit a la Jump Live |                        |                      |                                  |
| ** Finalitzat en la Jump+   |                        |                      |                                  |

| Manga                                                        | Japonés                                          | Serialització     | Autor/s                       |
| ------------------------------------------------------------ | ------------------------------------------------ | ----------------- | ----------------------------- |
| Gakkyū Hōtei *                                               | 学糾法廷                                         | 2015 #1~#24       | Nobuaki Enoki & Takeshi Obata |
| Kagamigami                                                   | カガミガミ                                       | 2015 #11~#51      | Toshiaki Iwashiro             |
| Black Clover                                                 | ブラッククローバー                               | 2015 #12~Present  | Yūki Tabata                   |
| Kaizō Ningen Roggy                                           | 改造人間ロギィ                                   | 2015 #13~#24      | Yū Miki                       |
| Ultra Battle Satellite *                                     | Ultra Battle Satellite                           | 2015 #14~#31      | Yūsuke Utsumi                 |
| Naruto Gaiden ~Nanadaime Hokage to Akairo no Hanatsuzuki~ ** | NARUTO -ナルト- 外伝〜七代目火影と緋色の花つ月〜 | 2015 #22·23~#32   | Masashi Kishimoto             |
| Sesuji wo Pin! to ~Shikakō Kyōgi Dance-bu e Yōkoso~          | 背すじをピン！と〜鹿高競技ダンス部へようこそ〜   | 2015 #24~2017 #11 | Takuma Yokota                 |
| Lady Justice                                                 | レディ・ジャスティス                             | 2015 #25~#41      | Ken Ogino                     |
| Devilyman                                                    | デビリーマン                                     | 2015 #26~#42      | Kentarō Fukuda                |
| Best Blue                                                    | ベストブルー                                     | 2015 #33~#52      | Masahiro Hirakata             |
| Mononofu                                                     | ものの歩                                         | 2015 #42~2016 #34 | Haruto Ikezawa                |
| Samon-kun wa Summoner                                        | 左門くんはサモナー                               | 2015 #43~2017 #27 | Shun Numa                     |
| Buddy Strike                                                 | バディストライク                                 | 2015 #51~2016 #10 | Kaito                         |
| * Finalitzats en la Jump+                                    |                                                  |                   |                               |
| ** Seqüela de Naruto                                         |                                                  |                   |                               |

| Manga                                        | Japonés                                   | Serialització     | Autor/s                      |
| -------------------------------------------- | ----------------------------------------- | ----------------- | ---------------------------- |
| Yuragi-sō no Yūna-san                        | ゆらぎ荘の幽奈さん                        | 2016 #10~Present  | Tadahiro Miura               |
| Kimetsu no Yaiba                             | 鬼滅の刃                                  | 2016 #11~Present  | Koyoharu Gotōge              |
| Boruto: Naruto Next Generations *            | BORUTO -ボルト- -NARUTO NEXT GENERATIONS- | 2016 #23~Present  | Ukyō Kodachi & Mikio Ikemoto |
| Takuan to Batsu no Nichijō Enma-chō          | たくあんとバツの日常閻魔帳                | 2016 #24~#44      | Kentarō Itani                |
| Yakusoku no Neverland                        | 約束のネバーランド                        | 2016 #35~Present  | Kaiu Shirai & Posuka Demizu  |
| Love Rush!                                   | ラブラッシュ！                            | 2016 #38~#50      | Ryōhei Yamamoto              |
| Red Sprite                                   | レッドスプライト                          | 2016 #39~#52      | Tomohiro Yagi                |
| Ibitsu no Amalgam                            | 歪のアマルガム                            | 2016 #45~2017 #12 | Ryō Ishiyama                 |
| Spring Weapon Number One                     | 青春兵器ナンバーワン                      | 2016 #46~2018 #14 | Tomohiro Hasegawa            |
| Demon's Plan                                 | デモンズプラン                            | 2016 #51~2017 #12 | Yoshimichi Okamoto           |
| Ole Golazo                                   | オレゴラッソ                              | 2016 #52~2017 #13 | Takamasa Moue                |
| * Seqüela de Naruto, serialitzat mensualment |                                           |                   |                              |

| Manga                           | Japonés                  | Serialització     | Autor/s                   |
| ------------------------------- | ------------------------ | ----------------- | ------------------------- |
| Boku-tachi wa Benkyō ga Dekinai | ぼくたちは勉強ができない | 2017 #10~Present  | Taishi Tsutsui            |
| U19                             | U19                      | 2017 #11~#28      | Yūji Kimura               |
| Poro no Ryūgaku-ki              | ポロの留学記             | 2017 #12~#29      | Hitsuji Gondaira          |
| Harapeko no Marie               | 腹ペコのマリー           | 2017 #13~#46      | Ryūhei Tamura             |
| Dr. Stone                       | Dr.STONE                 | 2017 #14~Present  | Riichirō Inagaki & Boichi |
| Robot × Laserbeam               | ROBOT×LASERBEAM          | 2017 #16~2018 #30 | Tadatoshi Fujimaki        |
| Shoodan!                        | シューダン！             | 2017 #28~2018 #6  | Takuma Yokota             |
| Cross Account                   | クロスアカウント         | 2017 #29~2018 #7  | Tsunehiro Date            |
| Tomatoypoo no Lycopene *        | トマトイプーのリコピン   | 2017 #45~2018 #26 | Kōji Ōishi                |
| Full Drive                      | フルドライブ             | 2017 #47~2018 #12 | Genki Ono                 |
| Golem Hearts                    | ゴーレムハーツ           | 2017 #48~2018 #12 | Gen Ōsuka                 |
| * Transferit a la Jump+         |                          |                   |                           |

| Manga                                                                           | Japonés                                        | Serialització    | Autor/s                         |
| ------------------------------------------------------------------------------- | ---------------------------------------------- | ---------------- | ------------------------------- |
| Bozebeats                                                                       | BOZEBEATS                                      | 2018 #7~#20      | Ryōji Hirano                    |
| Act-Age                                                                         | アクタージュ act-age                           | 2018 #8~Present  | Tatsuya Matsuki & Shiro Usazaki |
| Jujutsu Kaisen                                                                  | 呪術廻戦                                       | 2018 #14~Present | Gege Akutami                    |
| Noah's Notes                                                                    | ノアズノーツ                                   | 2018 #15~#38     | Haruto Ikezawa                  |
| Ziga                                                                            | ジガ-ZIGA-                                     | 2018 #16~#30     | Rokurō Sano & Kentarō Hidano    |
| Momiji no Kisetsu                                                               | 紅葉の季節                                     | 2018 #24~#40     | Masayoshi Satoshō               |
| Kimi wo Shinryaku Seyo!                                                         | キミを侵略せよ！                               | 2018 #25~#41     | Kazusa Inaoka                   |
| Sōgō Jikan Jigyōgai-sha Daiyō Torishimariyaku Shachō Senzoku Hisho Tanaka Seiji | 総合時間事業会社代表取締役社長専属秘書田中誠司 | 2018 #30~Present | Keiji Amatsuka                  |
| Alice to Taiyō                                                                  | アリスと太陽                                   | 2018 #31~Present | Takahide Totsuno                |
| Shishunki Renaissance! David-kun                                                | 思春期ルネサンス！ダビデ君                     | 2018 #42~Present | Seishin Kurōki                  |
| Jimoto ga Japan                                                                 | ジモトがジャパン                               | 2018 #42~Present | Seiji Hayashi                   |